# الأرجنتين
الأرجنتين (رسميًا جمهورية الأرجنتين)، هي دولة تقع في النصف الجنوبي من قارة أمريكا الجنوبية. تمتد على مساحة تبلغ نحو 2,780,085 كيلومتر مربع، ما يجعلها ثاني أكبر دولة في أمريكا الجنوبية بعد البرازيل، ورابع أكبر دولة في القارتين الأمريكيتين، وثامن أكبر دولة في العالم من حيث المساحة.
تشترك الأرجنتين في معظم مساحة المخروط الجنوبي من القارة مع تشيلي إلى الغرب، وتحدها من الشمال بوليفيا وباراغواي، ومن الشمال الشرقي البرازيل، ومن الشرق الأوروغواي والمحيط الأطلسي الجنوبي، ومن الجنوب ممر دريك. الأرجنتين هي دولة فيدرالية مكوّنة من ثلاث وعشرين مقاطعة، بالإضافة إلى مدينة واحدة ذات حكم ذاتي وهي العاصمة الفيدرالية بوينس آيرس، والتي تُعد أيضًا أكبر مدن البلاد. تتمتع كل من المقاطعات والعاصمة بدساتيرها الخاصة في ظل نظام فيدرالي. كما تطالب الأرجنتين بالسيادة على جزر فوكلاند وجورجيا الجنوبية وجزر ساندويتش الجنوبية، إضافة إلى جزء من القارة القطبية الجنوبية وحقل الجليد الباتاغوني الجنوبي.
تعود أقدم آثار الوجود البشري في المنطقة المعروفة اليوم بالأرجنتين إلى العصر الحجري القديم. وقد توسعت إمبراطورية الإنكا إلى شمال غرب البلاد في العصور التي سبقت الاستعمار الأوروبي. تعود جذور الدولة الحديثة إلى الاستعمار الإسباني الذي بدأ في القرن السادس عشر، وظهرت الأرجنتين لاحقًا كدولة خلفت نائب الملكية الإسبانية لريو دي لا بلاتا، التي تأسست عام 1776. في 9 يوليو 1816، أعلنت الأرجنتين استقلالها، بعد كفاح طويل بين عامي 1810 و1825، تلته حرب أهلية استمرت حتى عام 1880، حين أُعيد تنظيم الدولة كنظام فيدرالي. شهدت البلاد بعد ذلك فترة من الاستقرار النسبي وازدهار اقتصادي وثقافي، رافقها موجات كبيرة من الهجرة الأوروبية، خاصة من إيطاليا وإسبانيا، ما ترك أثرًا بالغًا في الهوية الثقافية والديمغرافية للأرجنتين.
هيمن حزب الحكم الذاتي الوطني على الحياة السياسية خلال فترة الجمهورية المحافظة بين عامي 1880 و1916. لكن الكساد الكبير أدى إلى أول انقلاب عسكري في البلاد عام 1930 بقيادة خوسيه فيليكس أوريبورو، ليبدأ بذلك "العقد المشؤوم" (1930–1943). شهدت البلاد بعدها أربعة انقلابات أخرى في أعوام 1943 و1955 و1962 و1966.
عقب وفاة الرئيس خوان بيرون عام 1974، تولت زوجته ونائبته إيزابيل بيرون الرئاسة، قبل أن تُطاح في آخر انقلاب عسكري عام 1976. وشهدت البلاد بعدها فترة تعرف بـ "الحرب القذرة"، وهي مرحلة من الإرهاب السياسي والاضطرابات المدنية، مارست خلالها المجلس العسكري الحاكم -بدعم أمريكي- القمع والقتل بحق آلاف المعارضين والنشطاء اليساريين. انتهت هذه المرحلة بانتخاب راؤول ألفونسين رئيسًا عام 1983.
تُعد الأرجنتين قوة إقليمية وتحتفظ بمكانتها التاريخية كـ قوة متوسطة في الشؤون الدولية. وهي حليف رئيسي غير عضو في الناتو للولايات المتحدة، وتُعتبر دولة نامية، لكنها تحظى بثاني أعلى مؤشر للتنمية البشرية في أمريكا اللاتينية بعد تشيلي. كما تمتلك ثاني أكبر اقتصاد في أمريكا الجنوبية، وهي عضو في مجموعة الـ15 ومجموعة العشرين. وهي من الدول المؤسسة لعدد من المنظمات الدولية، منها: الأمم المتحدة، البنك الدولي، منظمة التجارة العالمية، ميركوسور، مجتمع دول أمريكا اللاتينية والكاريبي، ومنظمة الدول الأيبيرية الأمريكية.

## الاسم
كلمة الأرجنتين مشتقة من اللفظ اللاتيني أرجنتيوم والذي يعني الفضة، مع العلم أن الأرجنتين لا تحوي أي مصادر للفضة ولكن سُمّيت هكذا لأن الغزاة الأسبان أتوا إلى تلك الأراضي بعد انتشار الشائعات بأنها تحوي جبالاً من الفضة. أول استخدام لِلَفظ الأرجنتين يمكن تتبعه إلى العام 1602 م في قصيدة للشاعر مارتن ديل باركو سنتينيرا، ولكن الاسم لم يصبح متداولاً إلّا في القرن الثامن عشر.
أول استخدام رسمي للاسم كان في دستور عام 1826 م والذي استخدمت فيه كل من جمهورية الأرجنتين وأمة الأرجنتين، تم إلغاء الدستور وتحول الاسم إلى اتحاد الأرجنتين وهي الكلمة التي استخدمت في دستور عام 1853 م. لاحقاً أيضا تم تعديل الاسم إلى أمة الأرجنتين في عام 1859 م وأخيرا تم التعديل ليصبح جمهورية الأرجنتين مرة أخرى في عام 1860 م بعد اتخاذ الدولة تنظيمها الحالي.

## التاريخ

### التاريخ القديم وعهد الاستعمار

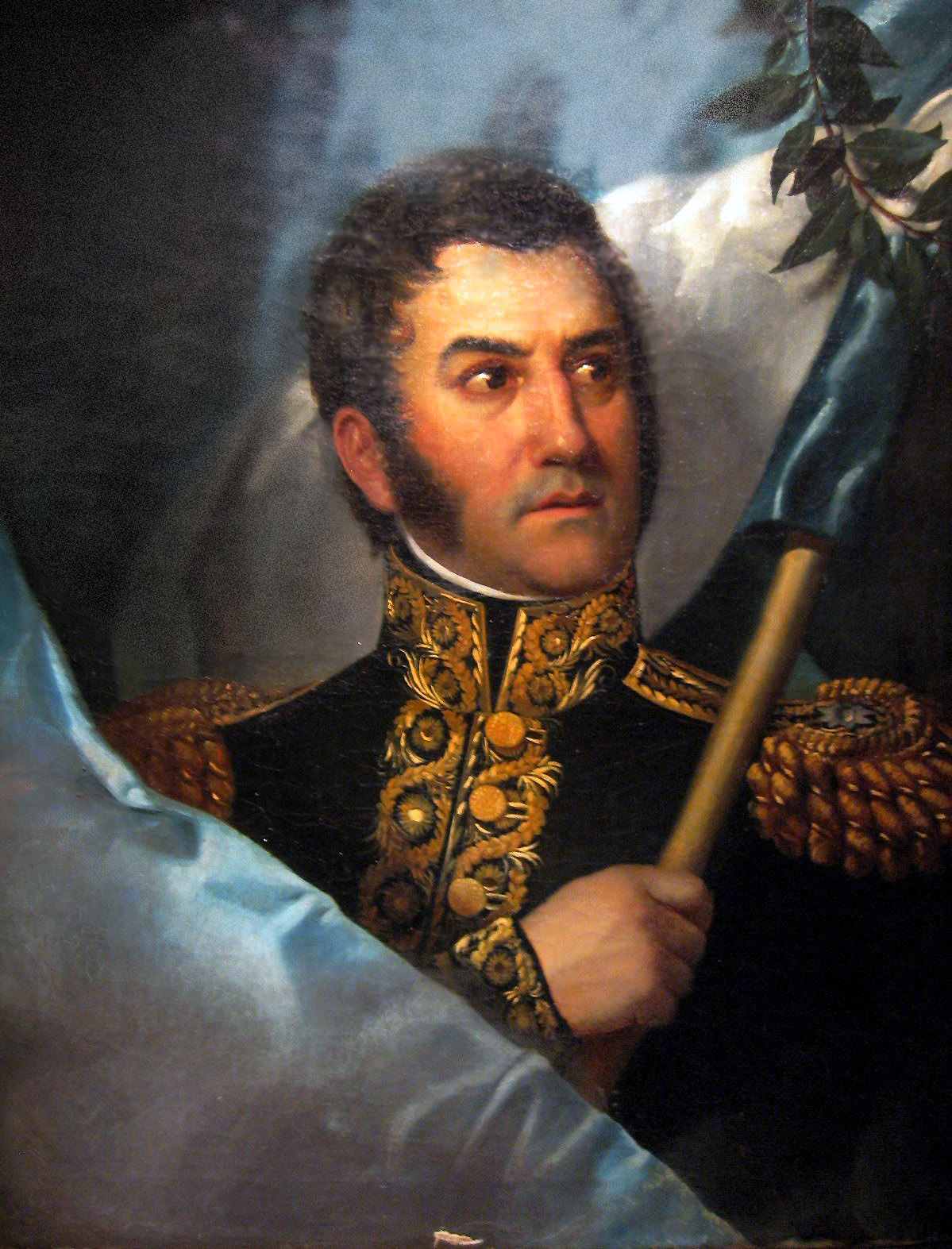
خوسيه دي سان مارتين، المحرر

تعود أقدم أدلة الوجود البشري في الأرجنتين إلى سنة 11,000 ق.م والتي تم اكتشافها في باتاقونيا. هذه الاكتشافات تعود إلى شعوب الدياقويتا، الهواربي والسانافيرون وهي من جماعات السكان الأصليين.
في عام 1480 م قامت إمبراطورية الإنكا تحت قيادة حاكمها باشاكيوتك باجتياح والاستيلاء على المنطقة التي تمثّل حالياً الجزء الشمالي الغربي من الأرجنتين، ودحرت القبائل المحلية والتي تجمعت في منطقة سميت كوللاسويو. أما بقية القبائل مثل السانافيرون، لولي-تونوكوتي وكوميشنقون فقد قاومت الإنكا وظلت مستقلة عن حكمها.
كان أول المستكشفين الأوروبيين وصولاً إلى الأرجنتين هو خوان دياز دي سوليس في عام 1516 والتي كانت تعرف في حينها باسم ريو دي لابلاتا. وقامت إسبانيا بتأسيس إمارة التاج الأسباني في بيرو والتي كانت تضم جميع ممتلكات إسبانيا في أمريكا الجنوبية. تأسست مدينة بوينس آيرس في العام 1536 على يد بيدرو دي ميندوزا ولكن تم تدميرها بواسطة السكان الأصليين، وتم إعادة بناء المدينة مرة أخرى في العام 1580 م.
استعمار الأرجنتين الحديثة أتى من ثلاث جهات مختلفة: من الباراغواي بتأسيس ولاية ريو دي لابلاتا، من بيرو ومن تشيلي.
أصبحت بوينس إيرس عاصمة إمارة ريو دي لابلاتا في العام 1776 م مع مقاطعات من إمارة بيرو. قاومت بوينوس إيرس ومونتيفيديو اثنين من الاجتياحات البريطانية المشؤومة في عامي 1806 و 1807، وفي المرتين كان يقود المقاومة الفرنسي سنتياقو دي لينيريس والذي سيصبح حاكماً من خلال الدعم الشعبي له.
مع ظهور أفكار عصر التنوير ونماذج الثورات الأطلسية بدأت تتولد الانتقادات للحكم الملكي المطلق، والإطاحة بملك إسبانيا فيرناندو السابع في حرب شبه الجزيرة الأيبيرية أنشأت اهتماماً عظيماً لدى الأمريكيين، وبدأت العديد من المدن بخلع السلطات الملكية الحاكمة وتعيين حكام جدد يعملون وفقاً للأفكار السياسية الجديدة. وهكذا بدأت حروب الاستقلال الأمريكية الإسبانية في أنحاء القارة، أما بوينس أيرس فقد أطاحت بحاكمها الملكي بالتاسار هيدالقو دي سيسنيروس في العام 1810 فيما عُرف بثورة مايو.

### الاستقلال والحروب الأهلية

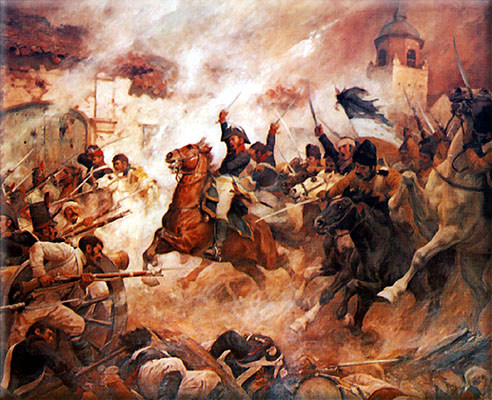
حرب الاستقلال الأرجنتينية

أشعلت ثورة مايو حرب الاستقلال الأرجنتيني بين الوطنيين والملكيين. واستبدلت ثورة مايو 1810 نائب الملك بالتازار هيدالغو دي سيسنيروس بالمجلس العسكري الإسباني -الحكومة الجديدة في بوينس آيريس- الذي أرسل الحملات العسكرية لقرطبة، بيرو العليا وباراغواي، ودعم حركات التمرد في باندا الشرقية. ولكن هزمت هذه الحملات العسكرية فقامت بوينس آيريس بتوقيع هدنة مع مونتيفيديو. بقيت الباراغواي على سياسة عدم التدخل خلال الفترة المتبقية من الصراع، أما البيرو فقد دحرت المزيد من الحملات العسكرية، وتم إعادة الاستيلاء على باندا الشرقية من قبل وليام براون خلال تجدد القتال. كذلك المنظمة الوطنية- سواء في ظل حكومة مركزية تقع في بوينس آيرس أو كاتحاد- بدأت الحروب الأهلية الأرجنتينية، مع اندلاع الصراعات بين بوينس آيريس، وخوسيه أرتيغاس جرفاسيو.
وصدر إعلان الاستقلال في الأرجنتين من قبل الكونغرس من توكومان في عام 1816. أبقي مارتن ميغيل دي جويميس على الملكيين محاصرين في الشمال، بينما عبر خوسيه دي سان مارتين جبال الأنديز لتأمين استقلال تشيلي. مع البحرية التشيلية تحت تصرفه قام بنقل المعركة إلى معقل الملكيين الحصين في ليما. كانت حملات سان مارتين العسكرية تستكمل تلك التي بدأها سيمون بوليفار في كولومبيا الكبرى، وأدت إلى انتصار الوطنيين في حروب الاستقلال الأمريكية الإسبانية.
كانت نهاية السلطة الوطنية المركزية في معركة سيبيدا عام 1820 والتي دارت بين المركزيين والفيدراليين. وصدر دستور جديد للمركزية في عام 1826، خلال الحرب مع البرازيل، وعُيّن برناردينو ريفادافيا أول رئيس للأرجنتين، ولكن تم رفضه من قِبل المحافظات، مما اضطر ريفادافيا إلى الاستقالة. أطيح بالحاكم الجديد مانويل دوريغو وأعدم على يد خوان لافال، مما أدى إلى تفاقم الحرب الأهلية. نظّم خوان مانويل دي روساس المقاومة ضد لافال، واستعاد السلطات المخلوعة. بعدها اعتبرت المحافظات نفسها كونفدرالية فضفاضة من المحافظات التي تفتقر إلى قيادة موحدة للدولة. ولتلافي ذلك الوضع قاموا بتفويض حاكم مقاطعة بوينس أيريس في بعض السلطات الهامة مثل تسديد الديون وإدارة العلاقات الدولية.

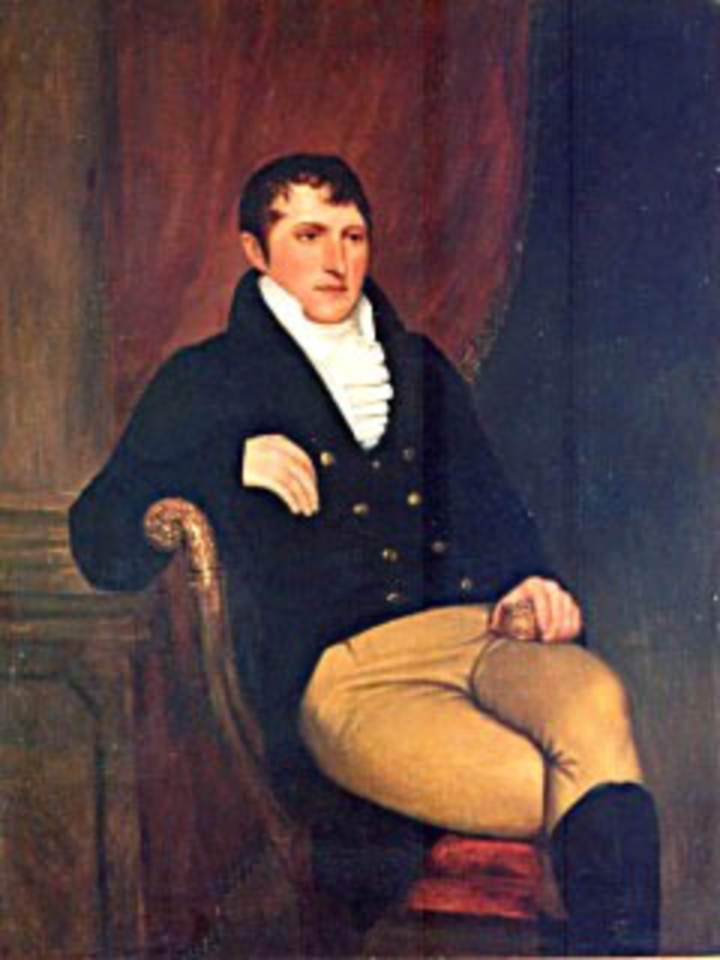
مانويل بلغرانو، شارك في حروب الاستقلال في الأرجنتين، ووضع علم الأرجنتين

حكم خوان مانويل دي روساس في الفترة بين 1829-1832، و 1835-1852. خلال فترة ولايته الأولى دِعي إلى الاتفاقية الفيدرالية وهزم رابطة الاتحاديين. بعد 1835، حصل على «كامل السلطة العامة». واجه العديد من الصعوبات منها الحصار الفرنسي بين 1838-1840، حرب الاتحاد في الشمال، الحصار الأنجلو فرنسي بين 1845-1850، وتمرد مقاطعة كورينتس. ولكن بقي روساس صامدا خلال هذه السلسلة من الصراعات ومنع فقدان المزيد من الأراضي الوطنية. رفضه سن دستور وطني، وفقا لاتفاق الاتحادية، أدى بمحافظ انتري ريوس: خوستو خوسيه دي أورغيزا للانقلاب ضد روساس والمصادقة على دستور الأرجنتين لعام 1853. رفضاً ذلك، انفصلت بوينس آيريس من الاتحاد وأصبحت دولة بوينس آيريس. واستمرت الحرب بين البلدين ما يقرب من عقد من الزمن، وانتهت بفوز بوينس آيريس في معركة بافون.
أعادت بوينس ايريس الانضمام للاتحاد، وانتخب بارتولومي ميتر أول رئيس للبلد الموحد في عام 1862. وبدأ الحملات العسكرية ضد كل من بقايا الفيدراليين في الأرجنتين والبيض من أوروغواي، وباراغواي. حرب التحالف الثلاثي -تحالف الأرجنتين مع أوروغواي والبرازيل- خلفت أكثر من 300,000 قتيل ودمّرت باراغواي. أصبح بارتولوم ميتر قير قادر على التأثير على انتخاب الرؤوساء اللاحقين دومينجو فاوستينو سارمينتو ونيكولاس أفيانيدا الذين خلفوه وبالرغم من أنهما كانا اتحاديين لكنهما لم يكونا من بوينس أيريس ومختلفين معه. لذا حاول ميتري مرتين فصل بوينس آيرس من البلاد لكنه فشل في ذلك. قام أفيانيدا بجعل بوينس آيريس فيدرالية، بعد إخماده محاولات الانفصال الفاشلة.
منذ عهد الاستعمار، كانت أراضي واسعة تحت سيطرة السكان الأصليين. كل الحكومات التي تعاقبت منذ ذلك الحين حاولت توطيد بقائها بعدة وسائل، منها قتلهم أو دفعهم إلى حدود أبعد من أي وقت مضى. وكان الصراع الأخير في غزو الصحراء، والذي شنه خوليو أرجنتينو روكا. مع هذه العملية العسكرية استحوذت الأرجنتين على باتاغونيا.

### صعود البيرونية

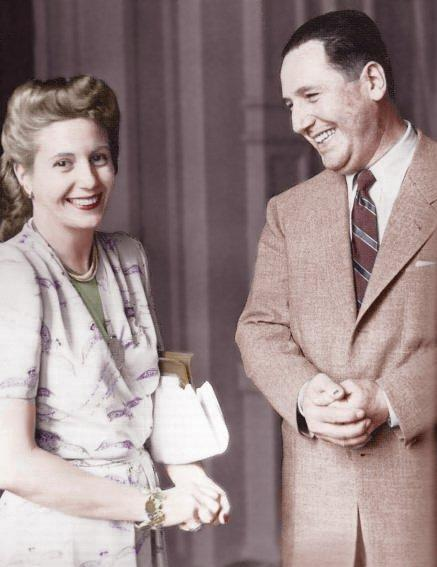
الرئيس خوان بيرون وزوجته إيفا

أسست دعائم الأرجنتين الحديثة بواسطة «جيل الثمانينيات» وهي حركة سياسية معارضة لنظام ميتري، وسعت لجعل الأرجنتين بلداً صناعيا. ومن ناحية أخرى أدت موجة الهجرة الأوروبية إلى تعزيز تماسك الدولة، كما أدت تنمية الزراعة الحديثة إلى إعادة صياغة المجتمع والاقتصاد الأرجنتيني، وبرزت الأرجنتين كواحدة من أغنى عشر دول في العالم، مستفيدةً من اقتصاد تقوده الصادرات الزراعية فضلاً عن الاستثمار البريطانية والفرنسية.
مدفوعاً بالهجرة وانخفاض معدل الوفيات، نما تعداد سكان الأرجنتين بمقدار خمسة أضعاف، كما نما الاقتصاد بمقدار 15 ضعفاً، ولكن مع ذلك لم يتمكن الحزب الاستقلالي الوطني من تحقيق أهدافه الأساسية في جعل الأرجنتين دولة صناعية، وبقيت البلاد كمجتمع ما قبل الثورة الصناعية.
واجه الرئيس خواريز سيلمان أزمة اقتصادية ولدت سخطاً شعبياً وأدت إلى قيام ثورة المتنزه في عام 1890، بقيادة الاتحاد المدني. مع استقالة الرئيس ميتري أصبح الاتحاد المدني يعرف بالاتحاد المدني الراديكالي، وعلى الرغم من فشل الانقلاب إلا أن الرئيس سيلمان تقدم بإستقالتة، والتي كانت بداية الـتراجع والانحسار للحزب الوطني الاستقلالي. سيطرت النخب المحافظة على السياسة في الأرجنتين حتى عام 1912 عندما قام الرئيس روكي ساينز بينيا بسن قانون الاقتراع للذكور والاقتراع السري، مما سمح للاتحاد المدني الراديكالي بالفوز في الانتخابات الحرة في البلاد لأول مرة في عام 1916. سن الرئيس هيبوليتو يريغوين الإصلاحات الاجتماعية والاقتصادية ومساعدة أسر المزارعين والشركات الصغيرة. بقيت الأرجنتين محايدة خلال الحرب العالمية الأولى.
واجهت الإدارة الثانية للرئيس يريغوين أزمة اقتصادية ضخمة على إثر أزمة الركود العظيم العالمية، مما دفع الجيش للقيام بانقلاب عسكري وأطاح به من السلطة، وكانت تلك بداية العقد سيئ السمعة. تولّى خوسيه فيليكس أوريبورو الحكم العسكري لمدة عامين، وانتخب بعده بيدرو أغوستين خوستو رئيساً في انتخابات مزورة، ووقع على معاهدة روكا-رونسيمان. التزم كل من روبرتو ماريا أورتيز وكاستيلو رامون الحياد خلال الحرب العالمية الثانية. كانت بريطانيا تؤيد الحياد الأرجنتيني، ولكن بعد الهجوم الياباني على بيرل هاربر طلبت الولايات المتحدة من جميع دول أمريكا الجنوبية الانضمام إلى دول الحلفاء. أطيح أخيراً بكاستيلو بثورة 43 التي قادها انقلاب عسكري جديد،  وأرادت وضع حد لتزوير الانتخابات الذي ساد العقد الماضي. أعلنت الأرجنتين الحرب على دول المحور قبل شهر من نهاية الحرب العالمية الثانية في أوروبا. إزدادت شعبية وزير الشؤون العسكرية خوان بيرون في أوساط العمال بعد فصله من منصبه وسجنه، ولكن مظاهرة ضخمة أجبرت السلطات تحريره، ترشح بيرون لرئاسة الجمهورية في عام 1946 وفاز فيها بنسبة 53.1%.
أنشأ خوان بيرون حركة سياسية عرفت باسم البيرونية. مستفيدا من واردات الصناعات البديلة والدمار الذي عمّ أوروبا عقب الحرب العالمية الثانية، قام بيرون بتأميم الصناعات الإستراتيجية والخدمات، وقام برفع الأجور وتحسين ظروف العمل، تسديد كامل الديون الخارجية، وتقريبا تحقيق معدل العمالة الكاملة. لكن مع ذلك بدأ الاقتصاد في التراجع عام 1950، شدد بيرون الرقابة والقمع، وقام بإيقاف 110 من المطبوعات، كما سجن وعذّب العديد من الشخصيات المعارضة. كانت زوجته إيفا بيرون ذات شعبية كبيرة، ولعبت دورا سياسياً محوريا، وكان معظم نشاطها من خلال مؤسسة إيفا بيرون والحزب الأنثوي البيروني بعدما تم منح المرأة حق التصويت في عام 1947. بالرغم من ذلك منعها تدهور حالتها الصحية من الترشح لمنصب نائب الرئيس في عام 1951، وتوفيت بالسرطان في العام التالي. بدأ الجيش في رسم مخطط ضد بيرون في عام 1955، وقصف بلازا دي مايو في محاولة فاشلة لقتله. وبعد بضعة أشهر، استقال بيرون خلال انقلاب عسكري جديد، غادر بيرون البلاد، واستقر أخيرا في إسبانيا.

### الحرب القذرة

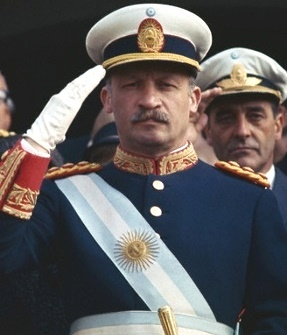
خوان كارلوس أونانيا رئيس الأرجنتين بين 1966 إلى 1970

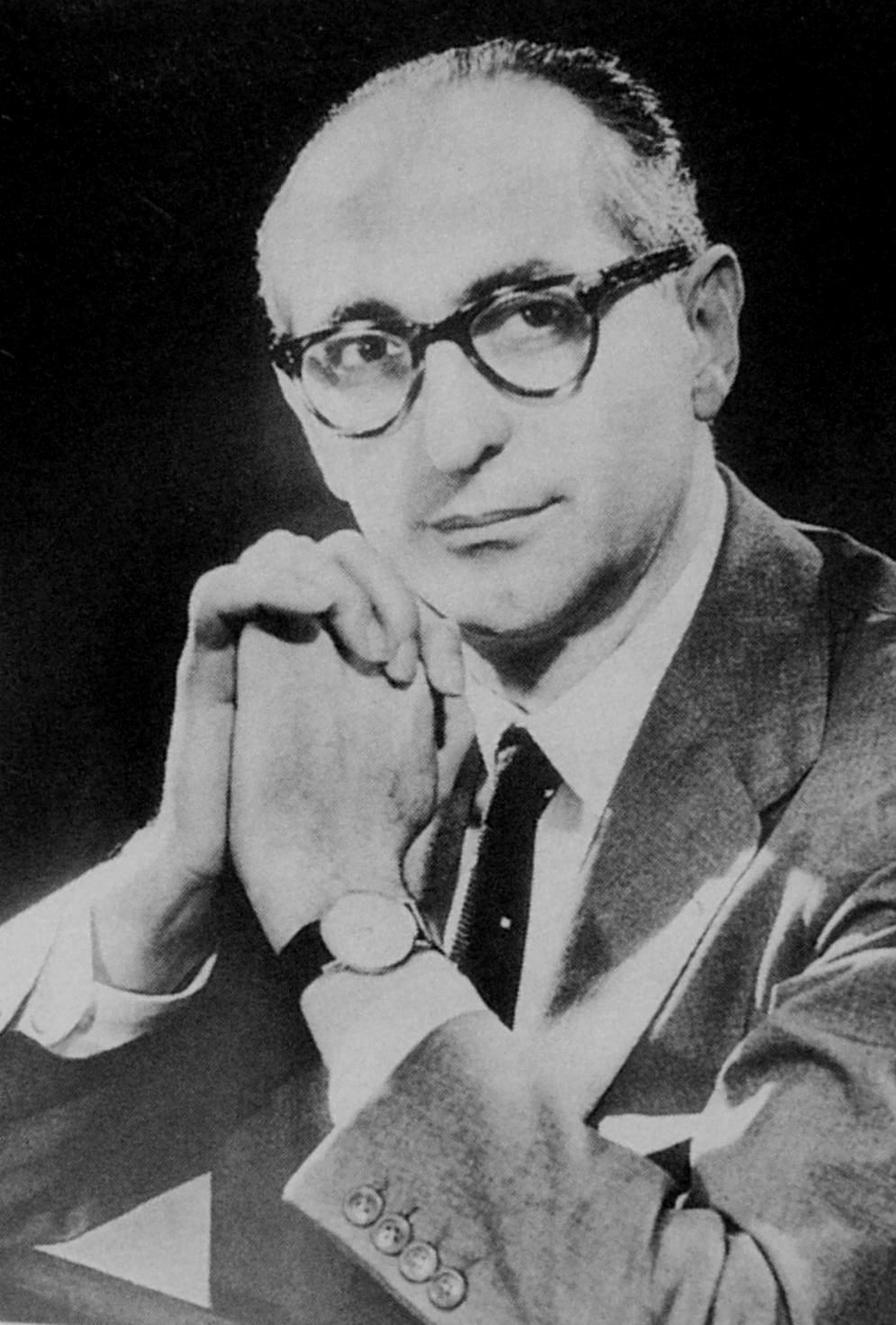
أرتورو فرونديزي رئيس الأرجنتين بين 1958 إلى 1962

قام الرئيس بيدرو أوخينيو أرامبورو بحظر البيرونية ومنع جميع مظاهرها، ولكنها رغم ذلك لم تختفِ حيث حافظ البيرونيون على أنفسهم منظمين في عدة روابط غير رسمية. تم إلغاء تعديل الدستور لعام 1949 ولكن انتخابات الجمعية التشريعية لوضع الدستور حصلت على أغلبية أصوات فارغة بسبب حظر البيرونيون. إزدادت شعبية أرتورو فرونديزي من حزب الاتحاد المدني الراديكالي بسبب معارضته للحكم العسكري، وتم انتخابه في الانتخابات التالية. من جهة أخرى لم يسمح الجيش بتأثير البيرونية علي الحكومة الجديدة، وسمح لفرونديزي بتولي زمام السلطة بشرط ان يكون حليفا للعسكر.
تدخل العسكر كثيراً لصالح المحافظين والمصالح الزراعية، وكانت نتائج هذا التدخل مشوشة ومضطربة. شجعت سياسات فرونديزي الاستثمار وأوصلت البلاد لمرحلة الاكتفاء الذاتي من الطاقة والصناعة، مساعداً في القضاء على العجز التجاري المزمن الذي لازم الأرجنتين. أكسبت جهود فرونديزي للبقاء على علاقة جيدة مع كل من البيرونيون والعسكر، بدون الانحياز الكامل لأحد الطرفين دون الآخر، عدم ثقة ورفض كلا الطرفين. قاد رفع فرونديزي الحظر عن البيرونيون إلى انتصارهم في عدة محافظات، الشيء الذي أغضب العسكر، وأدى إلى قيام انقلاب عسكري جديد جرده من سلطته، ولكن في رد فعل سريع قام خوسيه ماريا غوايدو (رئيس مجلس الشيوخ) بتطبيق القوانين الخاصة بفراغ منصب الرئيس، وأصبح رئيساً بدلاً عن العسكر. ألغيت الانتخابات وتم حظر البيرونية مرة أخرى. انتخب أرتورو إيليا رئيساً في عام 1963، ولكن برغم الازدهار أطاح به انقلاب عسكري عام 1966 بسبب محاولاته إشراك البيرونيون في الممارسة السياسية. حاولت الحكومة العسكرية الجديدة والتي عرفت باسم الثورة الأرجنتينية حكم الأرجنتين بغموض وعلى نحو غير محدد.
قام المجلس العسكري الجديد بتعيين خوان كارلوس أونغانيا رئيسا للبلاد. قام أونغانيا بإغلاق مجلس الشيوخ وحظر كل الأحزاب السياسية وحل كل اتحادات الطلاب والعديد من اتحادات العمال. نتج عن تلك الإجراءات استياء شعبي كبير قاد إلى خروج مظاهرات ضخمة في كل من قرطبة وروزاريو. تم استبدال أونغانيا بروبيرتو ليفينجستون، وبعد ذلك بقليل كان هنالك حالة فوضي واضطراب سياسي كبير على إثر اختطاف وتصفية الرئيس الأسبق أرامبورو . نفذت الجريمة بواسطة المونتونيريون، والذين دخلوا جنبا إلى جنب مع مليشيا الجيش الشعبي الثوري في حرب عصابات ضد الجيش، عرفت بالحرب القذرة. بعدها أيضا تم استبدال ليفنجستون بأليخاندرو أوغستين لانوسي، والذي دخل في مفاوضات لإعادة الديموقراطية ورفع الحظر عن البيرونية. مبدئياً سعى إلى السماح بعودة البيرونية ولكن ليس عودة خوان بيرون نفسه من منفاه في إسبانيا، باتفاقية تشترط إقامة المرشحين الرئاسيين داخل الأرجنتين في يوم 24 أغسطس. وهكذا لم يكن بيرون هو مرشح البيرونيون، إنما هيكتور خوسيه كامبورا، والذي فاز في الانتخابات بنسبة 49.59%.
شهدت عودة البيرونية إلى السلطة خلافات عنيفة بين شقيها الداخليين: جناح اليمين قادة الاتحاد وجناح اليسار شباب مونتونيرو. تسببت عودة بيرون إلى البلاد في اندلاع نزاع مسلح، عرف بمذبحة إيزيزا. مغمورون بالعنف السياسي تقدم كامبورا ونائبة باستقالاتهم، معلنين عن انتخابات جديدة ترشح فيها بيرون وانتخب رئيساً مع زوجته إيزابيل في منصب نائب الرئيس، ولكن قبل توليه السلطة قاما المونتينيرو بقتل قائد الاتحاد خوسيه إجناسيو روتشي والذي تربطه صلات وطيدة ببيرون. قام بيرون بطردهم من بلازا دي مايو ومن الحزب، وأصبحوا مرة أخرى منظمة سرية. قام خوسيه لوبيز ريجا بتنظيم التحالف الأرجنتيني ضد الشيوعية. توفي بيرون بعد ذلك بفترة قصيرة وخلفته زوجته، التحالف الأرجنتيني ضد الشيوعية واصل عملياته ضد المليشيات المسلحة مما زاد من قوته. صدر مرسوم يأمر الجيش بإنهاء التدمير. قام الجيش بانقلاب عسكري آخر في مارس 1976 عُرف بعملية إعادة التنظيم الوطني، وأيضا تم إغلاق مجلس الشيوخ، عزل أعضاء المحكمة العلية، حظر الأحزاب السياسية، الاتحادات واتحادات الطلاب. أيضا تم تشديد الإجراءات ضد الجيش الشعبي الثوري والمونتونيروس والذين كانوا يقومون باختطاف وقتل تقريبا أسبوعيا منذ 1970. لجأ الجيش إلى تصفية عناصر المليشيات المشتبه بهم، وبدأ يكسب الحرب. كانت خسائر المونتونيروس تقترب من الألفين شخص بنهاية عام 1976. حاول المجلس العسكري رفع شعبيته لدى المواطنين في صراع بيغل وفي مونديال 1978.
بحلول عام 1977 كان قد تم دحر الجيش الشعبي الثوري تماماً، وإضعاف المونتينيروس بقسوة، لكنهم قاموا بهجوم مضاد ضخم تمت هزيمتهم فيه وإسدال الستار على تهديدات المليشيات.
بقي المجلس العسكري في سدة الحكم، وقام ليوبولدو غالتييري بشن حرب الفوكلاند لاستعادة الجذر ولكنه هُزم من قِبل المملكة المتحدة في عضون شهرين. غادر غاليتييري الحكومة بسبب الهزيمة العسكرية، وبدأ بعده رينالدو بيغنوني تنظيم عملية التحول الديموقراطي بالانتخابات الحرة في عام 1983.

### العهد المعاصر

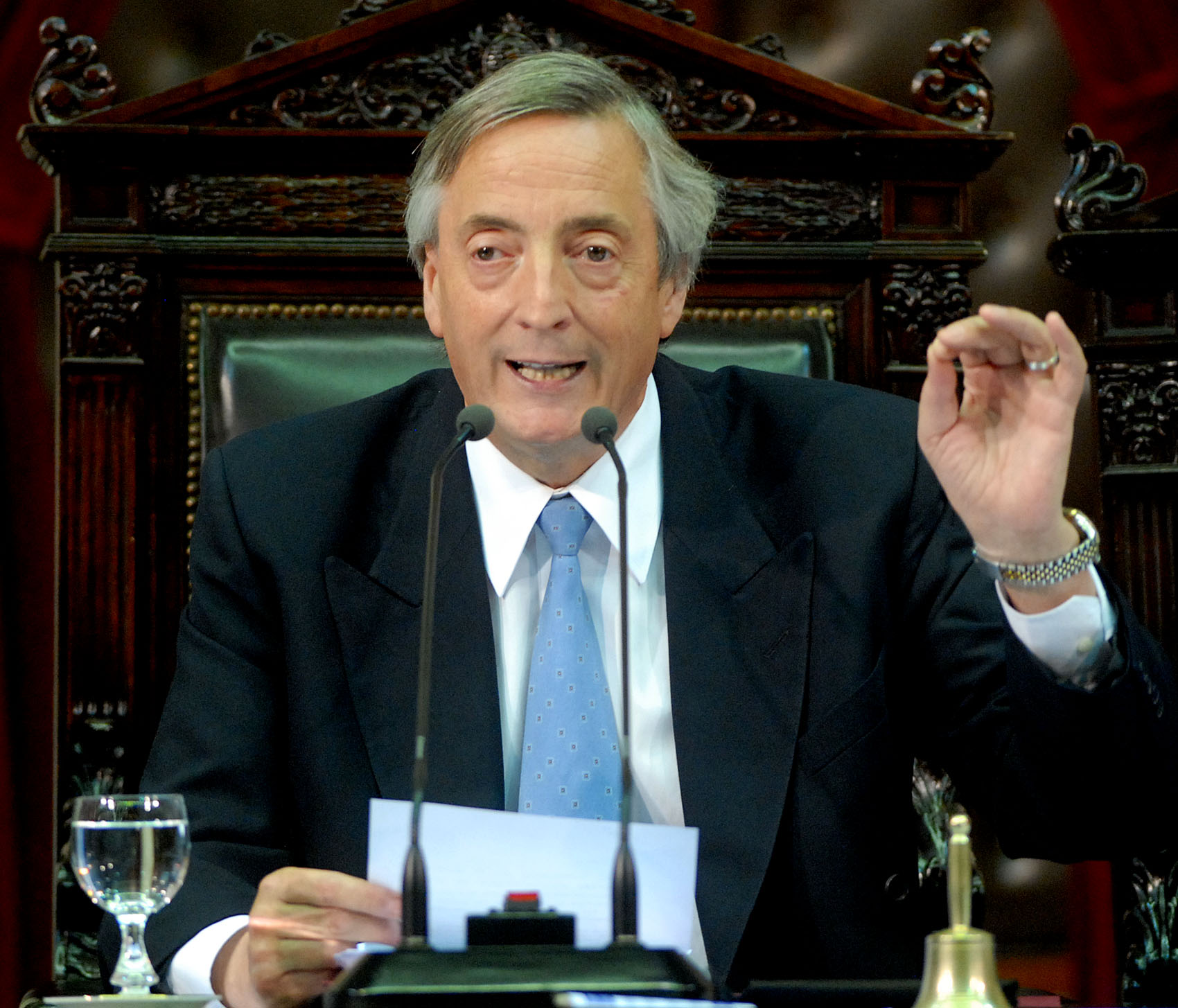
الرئيس نيستور كيرشنر 2003 الي 2007

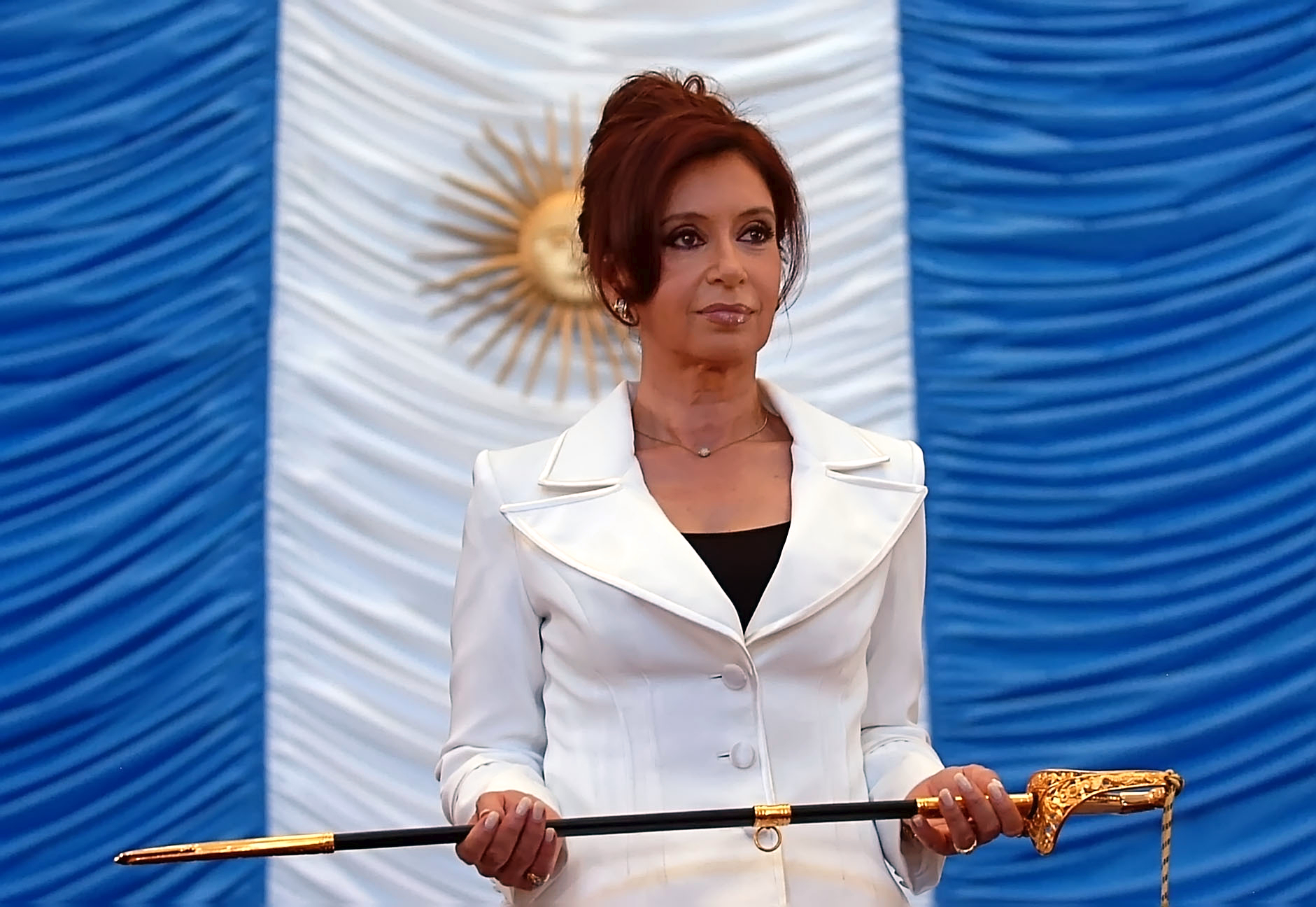
كريستينا فيرنانديز رئيسة الأرجنتين من 2007 إلى 2015

في حملة 1983 الانتخابية دعا ألفونسين إلى الوحدة الوطنية، واستعادة الحكم الديمقراطي والملاحقة القضائية لكل المسئولين عن الحرب القذرة، كما قام أيضا بإنشاء اللجنة الوطنية المعنية بالأشخاص المختفين (CONADEP) للتحقيق في حالات الاختفاء القسري، أصدرت اللجنة تقريرا مفصلاً عن 340 من مراكز الاعتقال غير القانونية، و 8961 حالة اختفاء قسري. في محاكمة المجلس العسكري عام 1986 صدرت أحكام قضائية على كل قيادات الحكومة في تلك السنوات، بعدها استهدف ألفونسين العسكر من الرتب الدنيا، الشيء الذي زاد من استياء المؤسسة العسكرية وهدد بخطر حدوث انقلاب جديد، ولإرضاء الجيش قام بإصدر قانون التوقف الكامل، والذي يحدد موعد نهائي لمحاكمات جديدة. لكن لم يثمر هذا العمل على النحو المنشود، وأدى إلى تمرد مجموعة من الجيش عرفت بالكارابينتاداس (الوجوه المطلية) وإجبارهم الحكومة على الأخذ بقانون الطاعة الواجبة، والذي ينص على عدم مساىلة أي من أفراد المؤسسة العسكرية الذين قاموا بتنفيذ أوامر وجهت إليهم من رتب عليا. تسبب ذلك في خفض الدعم الشعبي للحكومة، فضلاً عن الأزمة الاقتصادية التي أدت إلى التضخم المفرط.
فاز البيروني كارلوس منعم في انتخابات 1989، لكن أعمال الشغب الهائلة التي سببتها الأزمة الاقتصادية أجبرت ألفونسين على الاستقالة، وتسليم الحكومة لمنعم. قاد كارلوس منعم تغييراً في البيرونية، متخلياً عن سياستها المعتادة وتبني الليبرالية الجديدة بدلاً عنها. أدى تحديد سعر صرف ثابت في عام 1991، وتفكيك الحواجز الحمائية، وإعادة صياغة الموجهات التجارية والخصخصة في عدة مؤسسات، أدى كل ذلك إلى إعادة الاقتصاد إلى مساره الصحيح لبعض الوقت. أدت انتصارات منعم في انتخابات 1991 و 1993 إلى تعديل الدستور لعام 1994 في الأرجنتين، مما سمح له بالترشح لولاية ثانية. وأُعيد انتخابه، لكن بدأ الاقتصاد في الانخفاض في عام 1996، مع ارتفاع معدلات البطالة والركود الاقتصادي. خسر منعم انتخابات عام 1997، ولكن الحزب المدني الراديكالي عاد إلى الرئاسة في انتخابات عام 1999.
سعى الرئيس فرناندو دي لا روا لتغيير نمط منعم السياسي، لكنه أبقى على خطته الاقتصادية بغض النظر عن الركود الاقتصادي المتنامي. وعيّن دومينغو كافالو، الذي كان وزير الاقتصاد في عهد الرئيس كارلوس منعم. قاد السخط الاجتماعي إلى ظهور المتظاهرين وأصوات فارغة ضخمة في انتخابات عام 2001 التشريعية. في محاولة منها لوقف هروب رؤوس الأموال الضخمة إلى الخارج قامت الحكومة بتجميد الحسابات المصرفية، مما أدى لتوليد المزيد من السخط. أدت أعمال شغب عدة في البلاد بالرئيس إلى إعلان حالة الطوارئ، مدعومةً بالمزيد من الاحتجاجات الشعبية، أجبرت أعمال الشغب الضخمة في ديسمبر كانون الأول الرئيس دي لا روا أخيراً على الاستقالة.
تم تعيين الرئيس إدواردو دوهالدي من قبل الجمعية التشريعية، وقام بالتقليل من أهمية سعر الصرف الثابت الذي وضعه منعم. وبدأت الأزمة الاقتصادية في الانتهاء أواخر عام 2002 تحت إدارة وزير الاقتصاد روبرتو لافانيا. تسبب مقتل اثنين من المتظاهرين في فضيحة سياسية أجبرت دوهالدي للدعوة إلى انتخابات مبكرة. حصل كارلوس منعم على أغلبية الأصوات، يليه نيستور كيرشنر. وكان كيرشنر غير معروف إلى حدّ كبير من قبل الشعب، ولكنه كان سيبقي على لافاجنا وزيرا. ومع ذلك، رفض منعم خوض جولة الإعادة، الأمر الذي جعل كيرشنر الرئيس الجديد.
بعد السياسات الاقتصادية التي وضعها دوهالدي ولافاجنا، قام كيرشنر بإنهاء الأزمة الاقتصادية، والحصول على الفوائض المالية والتجارية. لكنه ابتعد عن دوهالدي بمجرد تقلده زمام السلطة. قام كيرشنر بإعادة فتح إجراءات قضائية ضد جرائم الحرب القذرة. خلال فترة حكمه تم إعادة هيكلة ديون الأرجنتين المتعثرة مع تخفيض كبير (حوالي 66٪) على معظم السندات، كما تم تسديد الديون لدى صندوق النقد الدولي وتأميم بعض المؤسسات التي تمت خصخصتها من قبل. لم يرشح كيرشنر نفسه لإعادة انتخابه، معززاً من ترشيح زوجته كريستينا فرنانديز دي كيرشنر للمنصب.
بدأت رئاسة كريستينا كيرشنر بصراع مع القطاع الزراعي، والناجم عن محاولة لزيادة الضرائب على الصادرات. تم تصعيد الصراع إلى الكونغرس، وأعطي نائب الرئيس خوليو كوبوس تصويتاً غير متوقع أدى لكسر التعادل في التصويت ضد مشروع القانون. خاضت الحكومة عدة خلافات مع الصحافة، مقلصةً من حرية التعبير.
في 15 يوليو 2010، وأصبحت الأرجنتين أول دولة في أمريكا اللاتينية وثاني بلد في نصف الكرة الجنوبي يقوم بإضفاء الشرعية على زواج المثليين. توفي نيستور كيرشنر في عام 2010، وأعيد انتخاب كريستينا فرنانديز في عام 2011.

## الجغرافيا

### الموقع

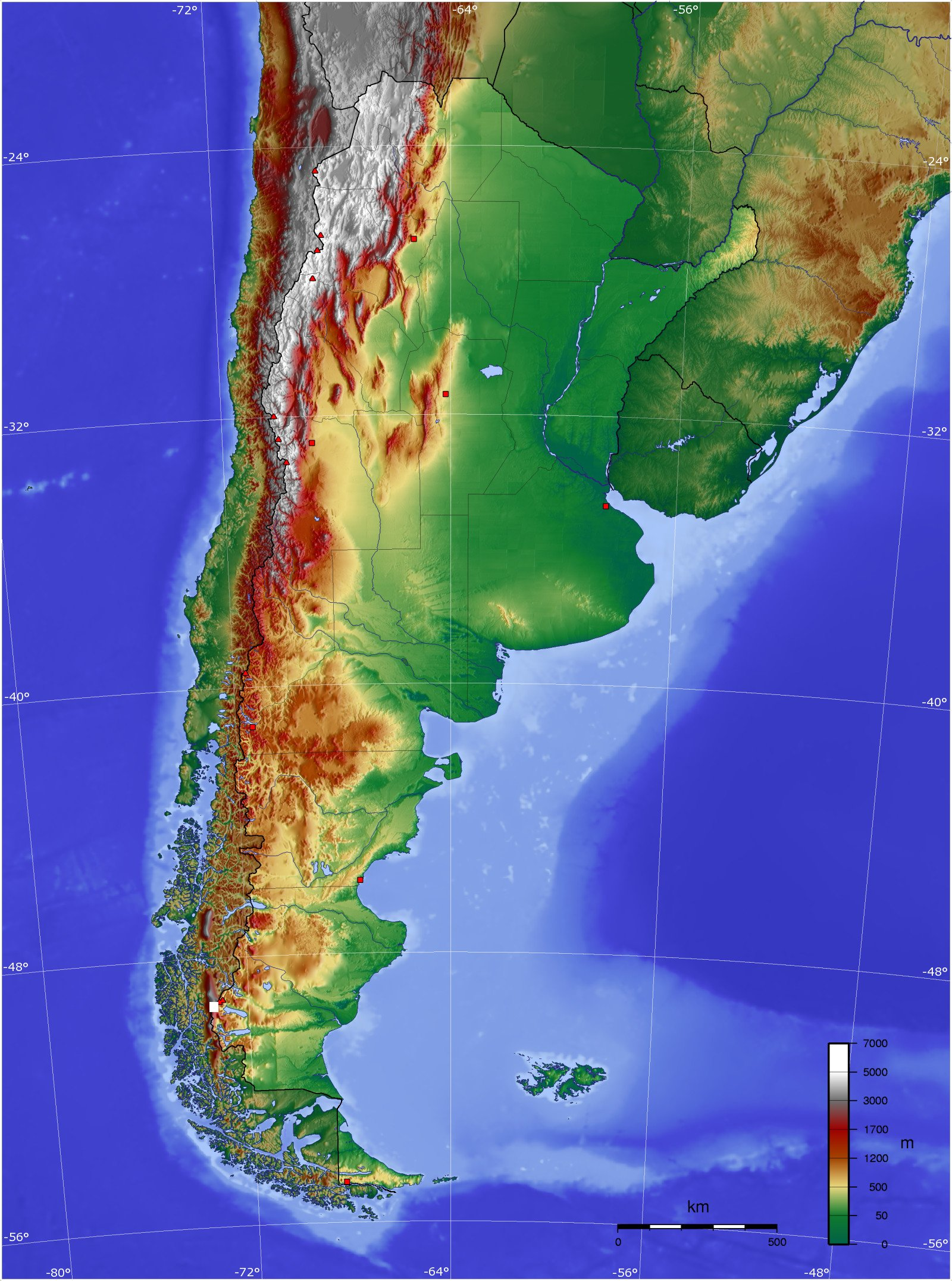
خريطة طبوغرافية للأرجنتين.

مع مساحة 2780400 كم² (1073518) ميل مربع للبر الرئيسى، تقع الأرجنتين في جنوب أمريكا الجنوبية، وتتقاسم الحدود البرية مع تشيلي عبر جبال الأنديز في الغرب; بوليفيا وباراغواي في الشمال؛ البرازيل إلى الشمال الشرقي وأوروغواي وجنوب المحيط الأطلسي إلى الشرق; وممر دريك إلى الجنوب; الطول الإجمالي للحدود البرية هو 9،376 كم (5,826 ميل). حدودها الساحلية على ريو دي لا بلاتا وجنوب المحيط الأطلسي هي 5,117 كم (3,180 ميل).
أعلى نقطة في الأرجنتين هي جبل أكونكاغوا في مقاطعة مندوزا (6,959 متر (22,831 قدم) فوق مستوى سطح البحر)، وهي أيضًا أعلى نقطة في نصفي الكرة الأرضية الجنوبي والغربي. وأدنى نقطة هي لاغونا ديل الكربون في منخفض سان خوليان العظيم، في مقاطعة سانتا كروز (-105 م (-344 قدم) تحت مستوى سطح البحر، وهي أيضا أدنى نقطة في نصفي الكرة الأرضية الجنوبي والغربي، وسابع أدنى نقطة على الأرض)
أعلى نقطة شمالًا هي عند التقاء نهري غراندي دي سان خوان وموخينيتي (Mojinete) في محافظة خوخوي؛ أقصى الجنوب هو كيب سان بيو في محافظة تييرا ديل فويغو؛ يقع أقصى الشرق شمال شرق برناردو دي ايريغوين ميسيونس، وأقصى الغرب داخل المتنزه الوطني لوس غلاسياريس. أقصى مسافة بين الشمال والجنوب هي 3,694 كم (2,295 ميل)، في حين أن أقصى مسافة بين الشرق والغرب هي 1,423 كم (884 ميل).
بعض الأنهار الرئيسية هي بارانا وأوروغواي (التي تنضم لتشكيل ريو دي لا بلاتا)، باراغواي، سالادو، ريو نيغرو، سانتا كروز، بلكومايو، بيرميجو وكولورادو. يتم تفريغ هذه الأنهار في البحر الأرجنتيني، المنطقة الضحلة من المحيط الأطلسي فوق الجرف الأرجنتيني، وهي منصة قارية واسعة بشكل غير عادي. وتتأثر مياهها باثنين من تيارات المحيطات الكبرى: تيار البرازيل الدافئ وتيار فوكلاند البارد.

### المناطق
وتنقسم الأرجنتين إلى سبع مناطق جغرافية:
- شمالية غربية، استمرارا للارتفاع بونا مع أعلى من ذلك، أكثر وعورة التضاريس إلى أقصى الغرب;[39] وprecordillera القاحلة، مليئة الوديان الضيقة أو quebradas إلى منتصف الغرب;[40] وامتدادا ليونغاس الجبلية الغابات إلى الشرق.[40]
- بلاد ما بين النهرين، اسفين شبه الاستوائية تغطي غرب هضبة بارانا والسهول المجاورة محاطة الأنهار بارانا[ ؟ ] وأوروغواي.[34]
- غران تشاكو، كبير، شبه الاستوائية والمدارية الكذب منخفضة، المنحدرة بلطف السهل الرسوبي[41] بين بلاد ما بين النهرين وجبال الانديز.
- سييرا بامبياناس، سلسلة من السلاسل الجبلية المتوسطة الارتفاع وتقع في المركز.[42]
- كويو، حوض ومنطقة النطاق في جبال الأنديز وسط سفوح الجبال، وإلى الغرب.[41]
- البامبا، سهول رسوبية ضخمة وخصبة بشكل كبير تقع في وسط شرق البلاد.[43][34]
- صحراء باتاغونيا، جنوب هضبة كبيرة تتكون في الغالب من المناطق القاحلة، والسهوب الصخرية[34] إلى الشرق، والمراعي رطوبة الباردة إلى الجنوب والغابات الكثيفة subantarctic إلى الغرب.[44]

### المناخ

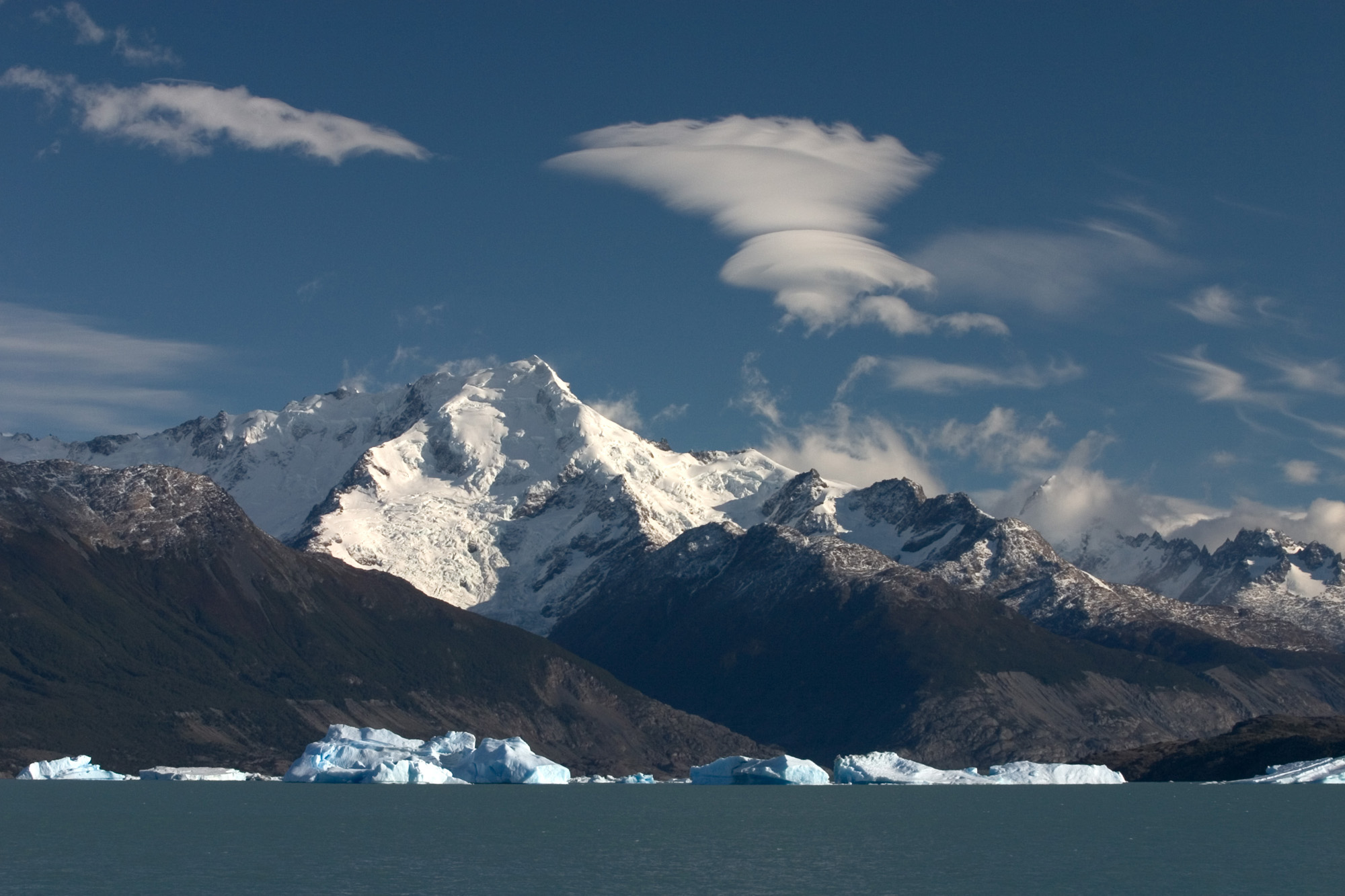
مجموعة الأنديز على مقاطعة سانتا كروز.

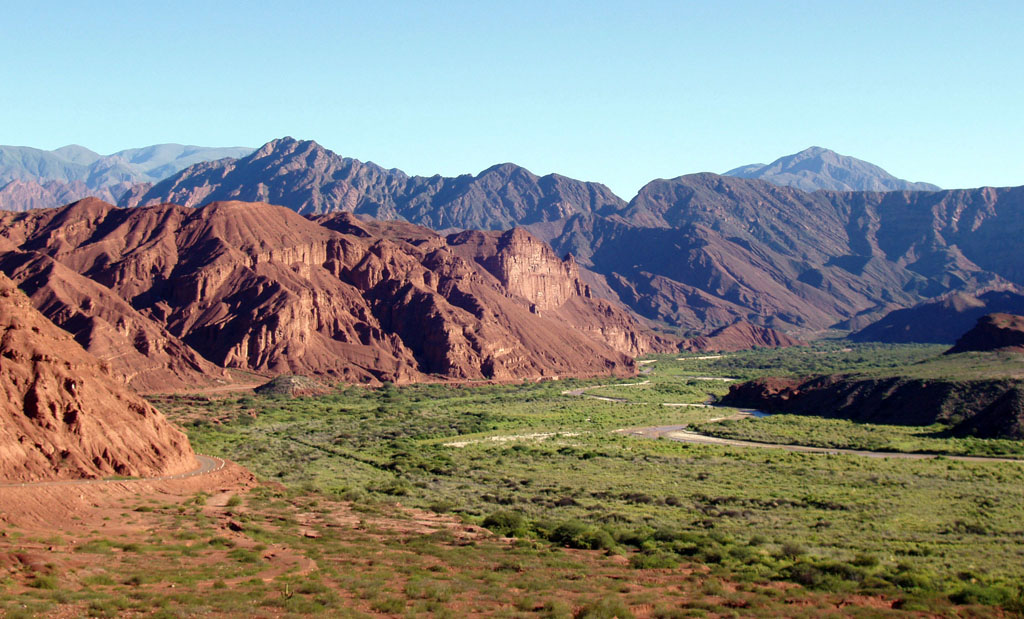
يسود الطقس الجاف والحار في المنطقة الشمالية.

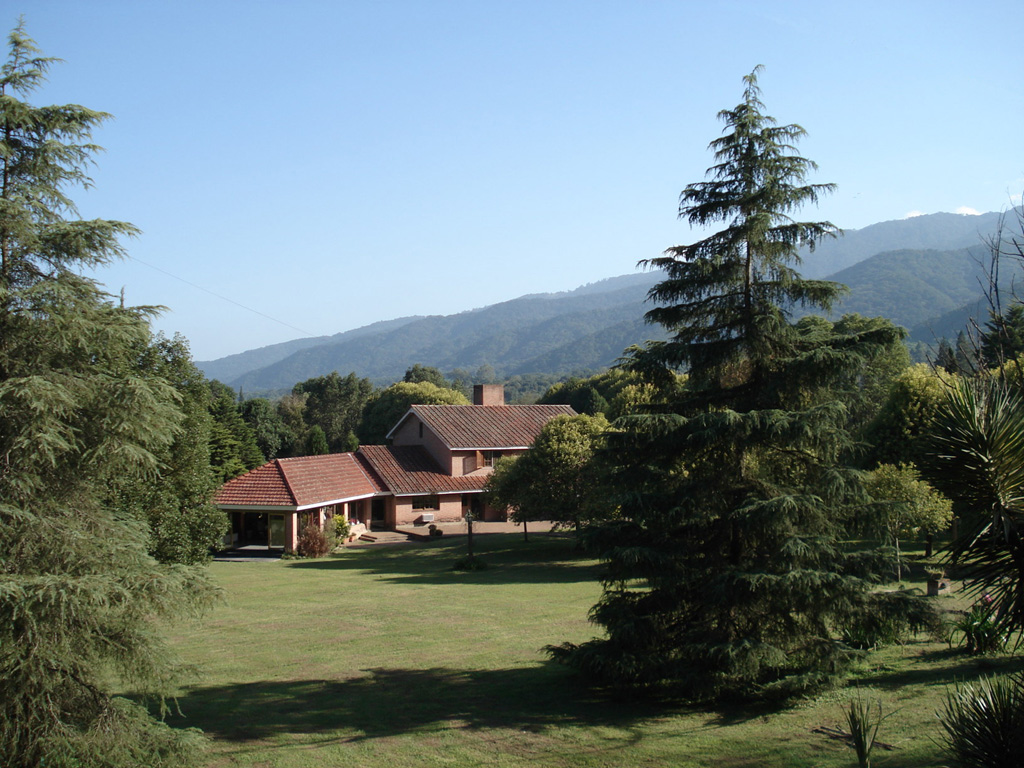
توكومان

على الرغم من أن المناطق الأكثر اكتظاظا بالسكان عموما المعتدلة، الأرجنتين لديها تنوع المناخ استثنائية، بدءا من الاستوائية في الشمال لsubpolar في الجنوب القارية حتى الآن. أنماط المناخ تقريبا اتباع التقسيم الإقليمي الجغرافية:
- مناخ شمال غرب متنوعة، مع هطول الأمطار في التناقص الشمال إلى الجنوب ومن الشرق إلى الغرب:[37] بونا، وإلى الغرب الأنديز العالية، جافة ومع كبير تقلب درجات الحرارة الباردة ولكن بشكل عام، وكثيرا ما تقع تحت درجة التجمد ليلا;[37] يونغاس، إلى الشرق، والاستوائية، وحار جدا ورطب.[46]
- بلاد ما بين النهرين عموما هو شبه الاستوائية، ذات المناخ الحار والرطب جدا الاستوائية في الشمال[47] وتتحول تدريجيا المعتدلة وشبه الرطبة إلى الجنوب.[48]
- غران تشاكو لديها شبه الاستوائية حار جدا إلى المناخ الاستوائي،[45] وصيف رطب مع شتاء معتدل أكثر جفافا. مع هطول الأمطار الموسمية الغزيرة[48] لأنه يخضع لموجات الجفاف الدورية.[49]
- كويو معتدل عموما، على الرغم من أن المناطق الجبلية لديها المناخ الألبي مع درجات حرارة دون الصفر بكثير من السنة.[50]
- بمب وسييرا Pampeanas هي المعتدلة، مع صيف حار وعاصف وبارد في الشتاء؛ الرطوبة أعلى في شرق البلاد[51]
- باتاغونيا هو عاصف جدا، مع صيف معتدل وبارد[37] لشتاء بارد جدا[52] مع تساقط الثلوج بغزارة والصقيع،[37] وخاصة في المناطق الجبلية.[53] الهطول يقلل بشكل حاد من الغرب إلى الشرق.[54]

وتشمل تيارات الرياح الرئيسية في رياح باردة تهب بامبيرو على السهول المنبسطة في باتاغونيا والسهوب؛ التالية الجبهة الباردة، والتيارات الحارة تهب من الشمال في فصل الشتاء منتصف وأواخر، وخلق ظروف معتدلة. وSudestada عادة المعتدلين درجات الحرارة الباردة ولكن يجلب الأمطار الغزيرة جدا، بحر هائج والفيضانات الساحلية. هو الأكثر شيوعا في أواخر الخريف والشتاء على طول الساحل المركزية وفي مصب ريو دي لا بلاتا وزوندا، والرياح الجافة الساخنة، ويؤثر كويو والسهوب المركزية. تقلص من كل الرطوبة خلال 6,000 متر (19685 قدم) النسب من جبال الأنديز، ويمكن رياح زوندا ضربة لساعات مع هبوب تصل إلى 120 كم / ساعة (75 ميلا في الساعة)، تأجيج حرائق الغابات والتسبب في الضرر؛ بين يونيو ونوفمبر، عندما تهب زوندا، والعواصف الثلجية العاصفة الثلجية (بينتو بلانكو) ظروف تؤثر عادة المرتفعات.

### التنوع البيولوجي
الأرجنتين بلد ذات التنوع البيولوجي الشديد استضافة واحد من أعظم أنواع النظم الإيكولوجية في العالم: 15 مناطق القارية، 3 مناطق المحيطات، ومنطقة القطب الجنوبي يتم تمثيل كل في إقليمها. وقد أدى هذا التنوع البيئي ضخمة لالبيولوجية. التنوع الذي هو من بين الأكبر في العالم:
- 9,372 نوع من النباتات الوعائية المفهرسة (المرتبة 24)
- 1,038 نوعا من الطيور المفهرسة (المرتبة 14)
- 375 نوعا من الثدييات المفهرسة (المرتبة 12TH)
- 338 أنواع الزواحف المفهرسة (المرتبة 16)
- 162 نوعا من البرمائيات المفهرسة (المرتبة 19)

من هذا المجموع، مهددة 529 نوعا من الفقاريات و 240 على الأقل النباتات، ومعظمهم من تحويل الأراضي الطبيعية للزراعة وإزالة الغابات، ولكن أيضا عن طريق التصنيع والتحضر وعدد متزايد من الأنواع الغريبة الغازية.
الأرجنتين هي أيضا تاسع أكثر بلد قدرة حيوية في العالم. وعام 2013 كان لديها شبكة المناطق المحمية تتألف من 299 المناطق القارية (6.3٪ من إجمالي مساحة البر الرئيسي). 21 مواقع رامسار و 11 المحيط الحيوي الاحتياطيات، أخذ العينات جزئيا معظم المناطق الإيكولوجية 24 في الأرضية.

## الحكومة والسياسة

### النظام السياسي
الأرجنتين هي جمهورية دستورية فيدرالية وديمقراطية تمثيلية. ينظم الحكومة من خلال نظام من الضوابط والتوازنات التي حددها دستور الأرجنتين، وثيقة القانونية العليا للبلاد. مقر الحكومة هي مدينة بوينس آيرس، على النحو المحدد من قبل الكونغرس. حق الاقتراع عام ومتساوية وسرية وإلزامية.
وتتكون الحكومة الفيدرالية من ثلاثة فروع:
- التشريعية: إن مجلسين الكونغرس، وتتكون من مجلس الشيوخ ونائب غرف، يجعل القانون الاتحادي، ويعلن الحرب، ويوافق على المعاهدات، ولديه نفوذ السعي والإقالة، الذي يمكن إزالة أعضاء يجلس في الحكومة.[63]
  - مجلس النواب يمثل الشعب ولديها 257 عضوا يحق لهم التصويت انتخب لولاية مدتها أربع سنوات. يتم توزيع المقاعد بين المحافظات من حيث عدد السكان في كل عام العاشر.[64] وعام 2013 عشر مقاطعات لديها خمسة نواب فقط في حين أن مقاطعة بوينس آيرس، هي الأكثر كثافة سكانية، لديها 70.
  - غرفة مجلس الشيوخ يمثل المحافظات، و72 عضوا منتخبا المتجول لمدة ست سنوات، مع وجود كل محافظة ثلاثة مقاعد؛ ثلث مقاعد مجلس الشيوخ ما يصل للانتخابات كل سنتين.[65] يجب أن يكون ما لا يقل عن ثلث المرشحين المقدمة من الأطراف المرأة.
- التنفيذية: الرئيس هو القائد العام للقوات المسلحة من الجيش، ويمكن الاعتراض على مشاريع القوانين قبل أن يصبح قانونا، تخضع لتجاوز الكونغرس ويعين أعضاء مجلس الوزراء وأعضاء المكتب الآخرين، الذين يديرون وينفذون السياسات والقوانين الفيدرالية[66] ويتم انتخاب الرئيس مباشرة من قبل صوت الشعب، يخدم مدة أربع سنوات ويجوز إعادة انتخابه لمنصبه لا أكثر من مرتين على التوالي.[67]
- القضائية: المحكمة العليا والمحاكم الفدرالية الأدنى تفسير القوانين والغاء تلك التي تجد غير دستوري.[68] والقضائية مستقلة عن السلطة التنفيذية والتشريعية. لديه المحكمة العليا سبعة أعضاء يعينهم الرئيس يخضع لموافقة مجلس الشيوخ الذين يخدم مدى الحياة. واقترح قضاة المحاكم الأدنى "من قبل مجلس الصلح (أمانة تتألف من ممثلين عن القضاة والمحامين والباحثين والتنفيذية والتشريعية)، ويعينهم الرئيس على موافقة مجلس الشيوخ.[69]

### العلاقات الخارجية

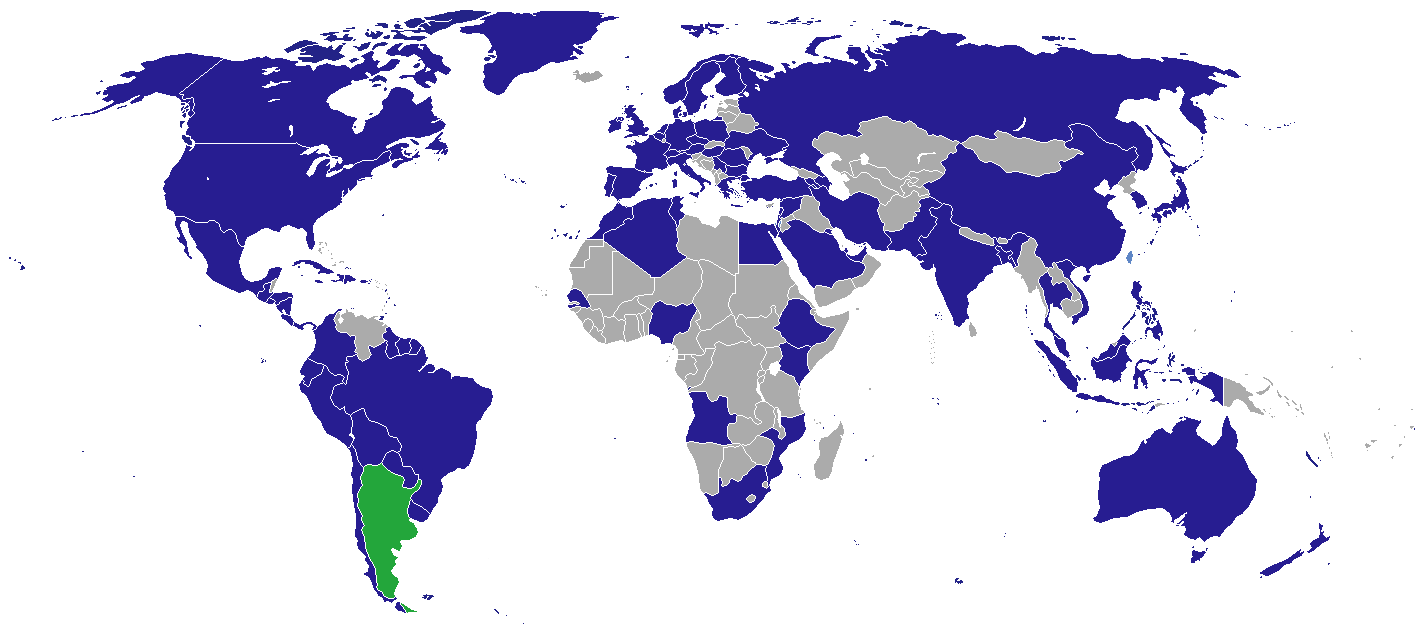
البعثات الدبلوماسية الأرجنتينية
الأرجنتين
الدول المضيفة للبعثة دبلوماسية مقيمة
الدول دون البعثة الدبلوماسية المقيمين

يتم التعامل مع السياسة الخارجية رسميا من قبل وزارة الشؤون الخارجية والتجارة الدولية وشؤون العبادة، والذي يجيب على الرئيس.
قوة متوسطة التاريخية والحالية، الأرجنتين تبني سياستها الخارجية على مبادئ التوجيهية لعدم التدخل، لحقوق الإنسان، وتقرير المصير، والتعاون الدولي ونزع السلاح والتسوية السلمية للنزاعات. البلاد هي واحدة من مجموعة ال 15 ومجموعة ال 20 الاقتصادات الرئيسية في العالم، وأحد الأعضاء المؤسسين للأمم المتحدة، البنك الدولي، منظمة التجارة العالمية ومنظمة الدول الأمريكية. في عام 2012 انتخب الأرجنتين مرة أخرى إلى موضع غير دائم في مجلس الأمن التابع للأمم المتحدة لمدة عامين وتشارك في عمليات حفظ السلام الرئيسية في هايتي وقبرص والصحراء الغربية والشرق الأوسط.
الأرجنتين قوة إقليمية بارزة في أمريكا اللاتينية والمخروط الجنوبي  ، الأرجنتين شاركت في تأسيس منظمة الدول الأيبيرية الأمريكية للتربية والعلم والثقافة (OEI) و مجموعة دول أمريكا اللاتينية والكاريبي (CELAC) واتحاد دول أمريكا الجنوبية، والتي كان الرئيس السابق نستور كيرشنر الأمين العام الأول لها. و هي أيضا عضو مؤسس في كتلة ميركوسور مع البرازيل وباراغواي وأوروغواي وفنزويلا كشركاء. منذ 2002 كان للبلد دوره الرئيسي في تكامل أمريكا اللاتينية، والكتلة فوق الوطنية التي لديها بعض الوظائف التشريعية هي أول أولويتها الدولية.
الأرجنتين يدعي 965597 KM2 (372819 ميل مربع) في القارة القطبية الجنوبية، حيث لديها أقدم وجود حالة مستمرة في العالم، منذ عام 1904. وهذا التداخل المطالبات من تشيلي والمملكة المتحدة، على الرغم من كل هذه الادعاءات تندرج تحت أحكام القطب الجنوبي 1961 المعاهدة، منها الأرجنتين وقعت تأسيس والعضو الدائم التشاور مع الأمانة العامة لمعاهدة القطب الجنوبي التي مقرها في بوينس آيرس.
الأرجنتين تجادل في السيادة على جزر فوكلاند (الإسبانية: مالفيناس)، وجورجيا الجنوبية وجزر ساندويتش الجنوبية، التي تدار من قبل المملكة المتحدة، والأقاليم.

### التقسيمات الأدارية
الأرجنتين دولة فدرالية تتكون من 23 محافظة ومدينة مستقلة واحدة بيونس ايرس. وتنقسم المحافظات لأغراض إدارية إلى إدارات ( Department ) وبلديات ( Municipality ) ما عدا محافظة بيونس ايرس والتي تنقسم إلى أحزاب. مدينة بيونس ايرس بنفسها تنقسم إلى شعبيات ( Comuna ). تمتلك المحافظات كامل القوة وهي لديها الخيار لمنحها للحكومة الفدرالية  ويجب أن يكون لهم ممثلين ولا يتعارضون مع الدستور. وما بعد ذلك هم لهم كامل الاستقلالية في سن قوانينهم الخاصة  ولهم حرية تشكيل حكومتهم الخاصة  وامتلاك وإدارة كامل مقدراتهم المالية  لذلك كل محافظة لها قوانينها خاصة بها وتشريع خاص بها وكذلك محكمة عليا وحاكم وقوة شرطة مستقلة. في ثمانية محافظات لديها برلمان ثنائي-المجلس مشكل بواسطة مجلس أعلى (السيناتور)
ومجلس أدنى (النواب) وباقي المحافظات الخمس عشر والعاصمة بها مجلس بغرفة واحدة. بيونس ايرس تعدّ ضاحية فدرالية، لكن تنظيمها يشبه تنظيم المحافظات: لها دستورها الخاص بها ولها عمدة منتخب وممثلين في مجلس السيناتور ومجلس النواب.
في حالة الانفصال أو التمرد أو احتلال أراضي أو أي فعل ضد قوانين الجمهورية على أي محافظة أو العاصمة الفدرالية تكون لدى الكونغرس الصلاحية لإعلان التدخل الفدرالي في المنطقة المتضررة  حتى في غياب الأذن الرسمي من الإطراف المتأثرة.عندما يكون الكونغرس في عطلة وبسببها لم يتوصل إلى قرار يحق للرئيس أن يعلن التدخل وهذا القرار التنفيذي قد يتم تجاوزه كونغرسياً فور انعقاد الغرف البرلمانية. فور إعلان التدخل تحل حكومة المنطقة المتضررة فوراً حلاً جزئياً أو كاملاً بناء على القرار الكونغرسي أو الرئاسي الذي أعلن بموجبة التدخل ويعين الرئيس ممثل أو متدخل وهو شخص يقوم بالخدمة حتى يتم أنتهاء حالة الطوارئ .
منذ عام 1983 تم التدخل في أربع محافظات وهي: محافظة كاتاماركا ومحافظة كورينتس (مرتين) و محافظة سانتياغو ديل استيرو ( مرتين) ومحافظة توكومان.
خلال القرن العشرين، بعض المحافظات كانت تقليدياً مسيطر عليها بواسطة عائلة واحدة ( مثل: عائلة سعدي "Saadi" في كاتاماركا و عائلة سباغ "Sapag" في نيوكوين ). في إحدى الحالات وحتى عام 2009 كانت محافظة سان لويس تحكم بدون انقطاع بواسطة عائلة رودريغيز سا منذ عام 1983.
| المحافظة            | العاصمة                           | تعداد السكان | 2 كم المساحة | الكثافة السكانية |
| ------------------- | --------------------------------- | ------------ | ------------ | ---------------- |
| مدينة بوينس ايرس    | بوينس ايرس                        | 2٬891٬082    | 203          | 14٬241٫8         |
| محافظة بوينس آيرس   | لابلاتا                           | 15٬594٬428   | 307٬571      | 50٫7             |
| كاتاماركا           | سان فرناندو ديل فالي دي كاتاماركا | 367٬820      | 102٬602      | 3٫6              |
| تشاكو               | ريسيستينسيا                       | 1٬053٬466    | 99٬633       | 10٫6             |
| تشوبوت              | روسون                             | 506٬668      | 224٬686      | 2٫3              |
| قرطبة               | قرطبة                             | 3٬304٬825    | 165٬321      | 20٫0             |
| كورينتس             | كورينتس                           | 993٬338      | 88٬199       | 11٫3             |
| انتري ريوس          | بارانا                            | 1٬236٬300    | 78٬781       | 15٫7             |
| فورموزا             | فورموزا                           | 527٬895      | 72٬066       | 7٫3              |
| خوخوي               | سان سلفادور دي خوخوي              | 672٬260      | 53٬219       | 12٫6             |
| لا بامبا            | لا بامبا                          | 316٬940      | 143٬440      | 2٫2              |
| لا ريوخا            | لا ريوخا                          | 331٬847      | 89٬680       | 3٫7              |
| مندوزا              | مندوزا                            | 1٬741٬610    | 148٬827      | 11٫7             |
| ميسيونس             | بوساداس                           | 1٬097٬829    | 29٬801       | 36٫8             |
| نيوكوين             | نيوكوين                           | 550٬334      | 94٬078       | 5٫8              |
| ريو نيغرو           | فيدما                             | 633٬374      | 203٬013      | 3٫1              |
| سالتا               | سالتا                             | 1٬215٬207    | 155٬488      | 7٫8              |
| سان خوان            | سان خوان                          | 680٬427      | 89٬651       | 7٫6              |
| سان لويس            | سان لويس                          | 431٬588      | 76٬748       | 5٫6              |
| سانتا كروز          | ريو غاليغوس                       | 272٬524      | 243٬943      | 1٫1              |
| سانتا في            | سانتا في                          | 3٬200٬736    | 133٬007      | 24٫1             |
| سانتياغو ديل استيرو | سانتياغو ديل استيرو               | 896٬461      | 136٬351      | 6٫6              |
| تييرا ديل فويغو     | أوشوايا                           | 126٬190a     | 21٬263a      | 5٫8a             |
| توكومان             | سان ميغيل دي توكومان              | 1٬448٬200    | 22٬524       | 64٫3             |

### القوات المسلحة

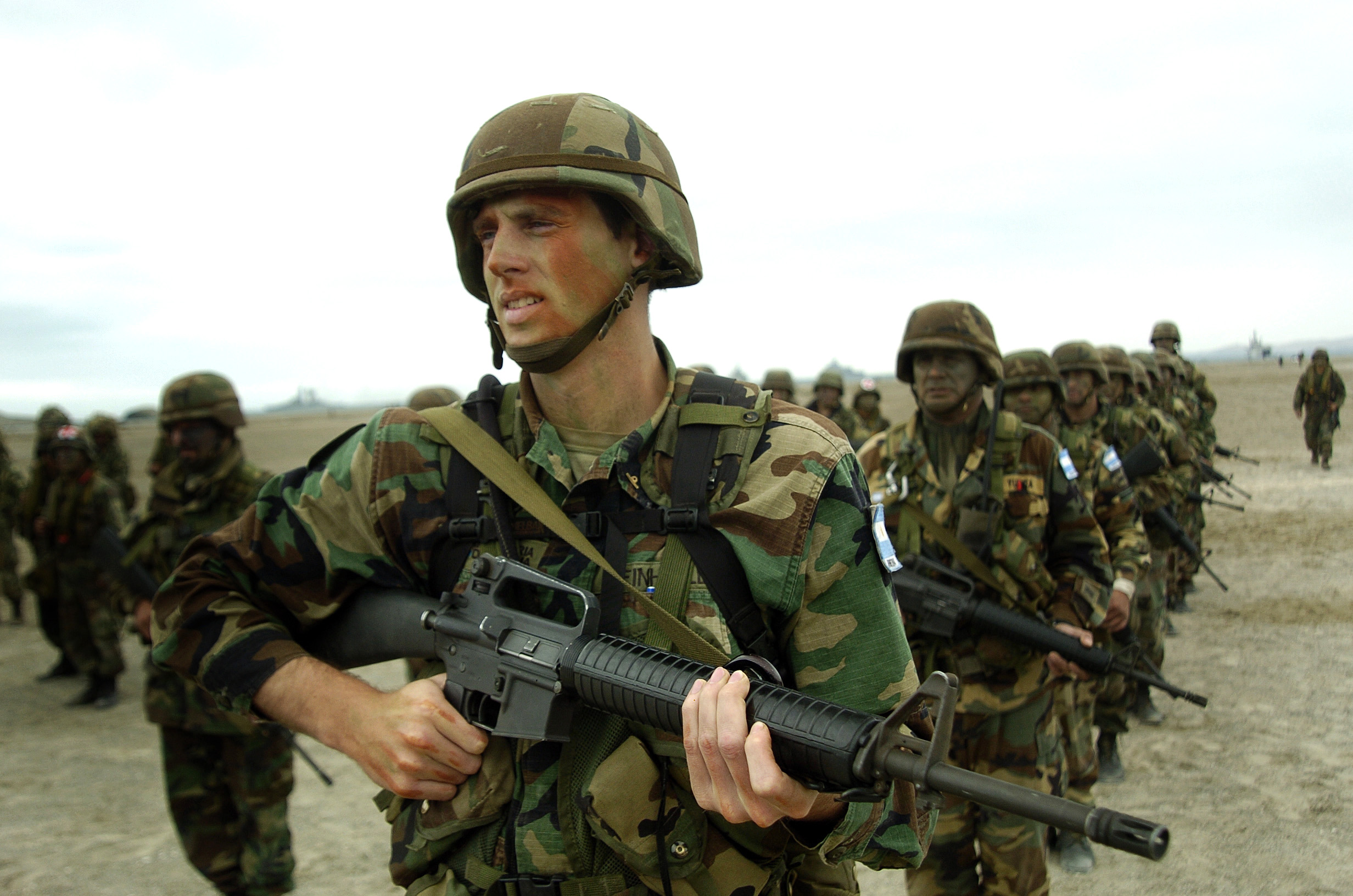
مشاة البحرية الأرجنتينية في تشكيل أثناء ممارسة الاعتداء UNITAS برمائية مشتركة في بيرو

الرئيس يحمل لقب القائد العام للقوات المسلحة للقوات المسلحة الأرجنتينية، كجزء من الإطار القانوني الذي يفرض الفصل الصارم بين الدفاع الوطني وأنظمة الأمن الداخلي:
- نظام الدفاع الوطني، وهي مسؤولية حصرية للحكومة الاتحادية[102] تنسقها وزارة الدفاع والتي تضم الجيش والبحرية والقوات الجوية.[103] حكمت ومراقبتها من قبل الكونغرس،[104] من خلال الدفاع منازل 'تشمل صد أي عدوان عسكري خارجي من أجل ضمان حرية الشعب والسيادة الوطنية، ووحدة أراضيها. لها بعثات الثانوية الالتزام: لجان. ويتم تنظيم ذلك حول مبدأ أساسي من شرعية الدفاع عن النفس. العمليات المتعددة الجنسيات في إطار الأمم المتحدة، والمشاركة في بعثات الدعم الداخلي، ومساعدة الدول الصديقة، وإنشاء نظام الدفاع شبه الإقليمية.[105]
- الخدمة العسكرية الطوعية، مع سن التجنيد بين 18 و 24 سنة وليس التجنيد.[106] كان دفاع الأرجنتين تاريخيا واحدة من أفضل تجهيزا في المنطقة، وحتى إدارة مرافقها البحثية السلاح الخاصة، أحواض بناء السفن، والذخائر والدبابات والطائرة المصانع،[107] ومع ذلك، انخفضت النفقات العسكرية الحقيقية باطراد بعد عام 1981، وكانت ميزانية الدفاع في عام 2011 نحو 0.74٪ من الناتج المحلي الإجمالي، وهو الحد الأدنى التاريخية.[101] أقل من المتوسط في أمريكا اللاتينية.
- نظام الأمن الداخلي، من خلال حكومات المقاطعات الاتحادية وتدار بشكل مشترك الاشتراك.[101] وعلى المستوى الاتحادي ويتم تنسيق من قبل الداخلية والوزارات الأمن والعدالة، ومراقبتها من قبل الكونغرس.[101] يتم فرض من قبل الشرطة الاتحادية؛ محافظة، والذي يحقق الواجبات خفر السواحل؛ قوات الدرك، والتي تخدم مهام حرس الحدود؛ وشرطة أمن المطار. وعلى مستوى المحافظات يتم التنسيق من قبل الوزارات الأمنية الداخلية منها وتنفذ من قبل وكالات الشرطة المحلية.[101]

## الثقافة
ثقافة الأرجنتين متنوعة. الأرجنتين بلد متعددة الثقافات، ونتيجة للتنوع الجغرافي والوجود والجمع بين العديد من الهويات الاثنيه للمجموعات التي كانت تسهم في سكانها.
الأرجنتين هي الأرض التي كانت محتلة من قبل الإسبان، بعد النصف الأول الخاصة المستعمره.

### الأديان

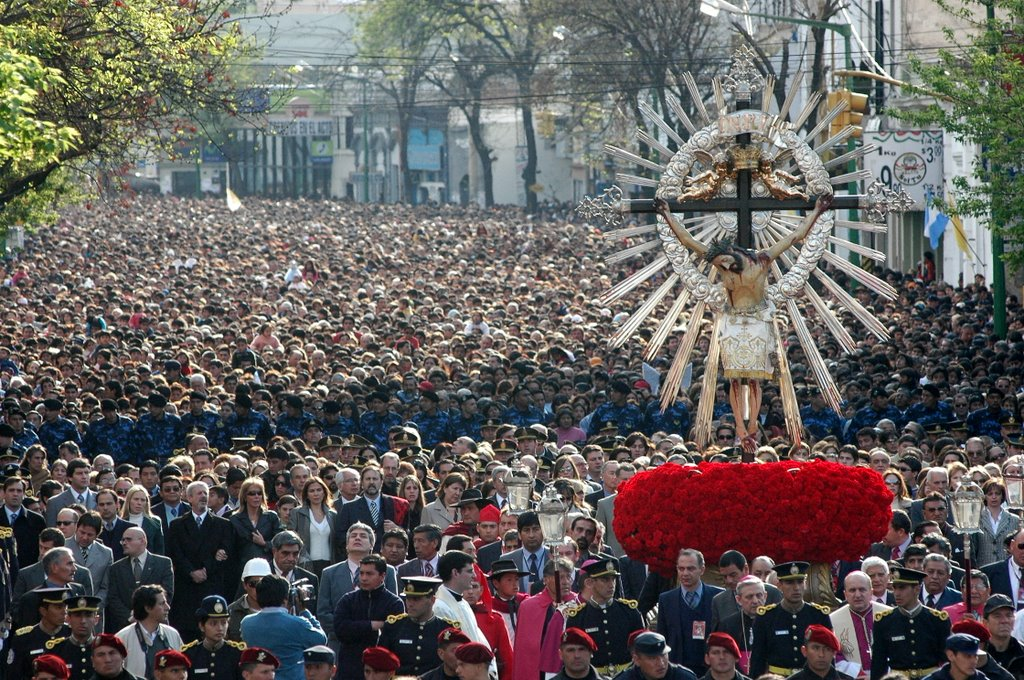
موكب ديني كاثوليكي أرجنتيني في مدينة سالتا.

الأرجنتين هي دولة مسيحية وكاثوليكية حيث أنّ الغالبية العظمى من سكان الأرجنتين هم مسيحيون. وفقًا لمسح CONICET على المذاهب وجد أنّ حوالي 76.5% من الأرجنتينيين هم من الرومان الكاثوليك، 11.3% غير مبال دينيا، 9% بروتستانت (7.9% من الطوائف خمسينية)، و 1.2% شهود يهوه، و 0.9% المورمون.
وطدت الكنيسة قبضتها على الأرجنتين خلال فترة الحكم الاستعماري الإسباني من القرن السادس عشر إلى القرن التاسع عشر في وقت مبكر. وقد تعزز الوجود المسيحي مع الهجرة الكبيرة من الدول الأوروبية إلى الأرجنتين حيث هاجر الملايين إلى البلاد وبشكل خاص من الأصول الإيطالية والإسبانية. وتشمل كذلك أصول أوروبية أخرى كالألمانية والآيرلندية، والبرتغالية، والفرنسية، والكرواتية والإنكليزية غالبية هؤلاء المهاجرين كانوا من خلفية دينية كاثوليكية وحملوا معهم الثقافة الكاثوليكية وتقاليدها إلى الأرجنتين.
أيد وعارض قادة الكنيسة وبأشكال مختلفة سياسات خوان بيرون والتكتيكات العنيفة من الحرب القذرة. لا تزال الكنيسة الكاثوليكية الدين الرسمي للدولة وممثلي الكاثوليكية يشاركون في العديد من وظائف الدولة. وتضمن أيضًا حرية الدين في الدستور. اليوم، هناك خلاف بين الكنيسة والدولة تشمل وسائل منع الحمل والسياسات الاقتصادية ودور الكنيسة في الحرب القذرة.
هناك ما يقدر 33,000,000 معمد على الطقس الكاثوليكي في الأرجنتين، أي ما يقرب من 89% من السكان. وفقًا لدراسة أجريت عام 1999، حوالي 78% من الأرجنتينيين يعدّون أنفسهم كاثوليك، على الرغم من النسبة العالية من الكاثوليك إسميًا الاّ أنّ العديد من الكاثوليك يحضرون الكنيسة في مناسبات اجتماعية محددة (حفلات الزفاف واحتفالات المعمودية وأول قربانة، وما إلى ذلك). وفقًا لإحصائية كتاب حقائق العالم وجدت أن 92% من السكان هم من الكاثوليك ومنهم فقط 20% يعدّون أنفسهم ممارسين للكاثوليكية أسبوعيًا. رعت الكنيسة الكاثوليكية التعليم في الأرجنتين اليوم تملك الكنيسة الكاثوليكية سبع جامعات وهي الجامعة البابوية الكاثوليكية في بوينس آيرس، ويونيفرسيداد كاتوليكا دي قرطبة، وجامعة دي لا بلاتا، وجامعة سالتا دي، وجامعة دي سانتا في، جامعة دي كويو، وجامعة دي سانتياغو ديل استيرو. بالإضافة إلى رعاية مئات المدارس الابتدائية والثانوية في جميع أنحاء البلاد، مع تمويل حكومي.
على الرغم من أن اليهود يشكلون أقل من 1% من سكان الأرجنتين بوينس آيرس لديها ثاني أكبر عدد من اليهود في الأمريكتين، والثانية بعد مدينة نيويورك. الأرجنتين لديها أيضا أكبر جالية أقلية مسلم في أمريكا[ ؟ ] (انظر الإسلام في الأرجنتين).

### اللغات

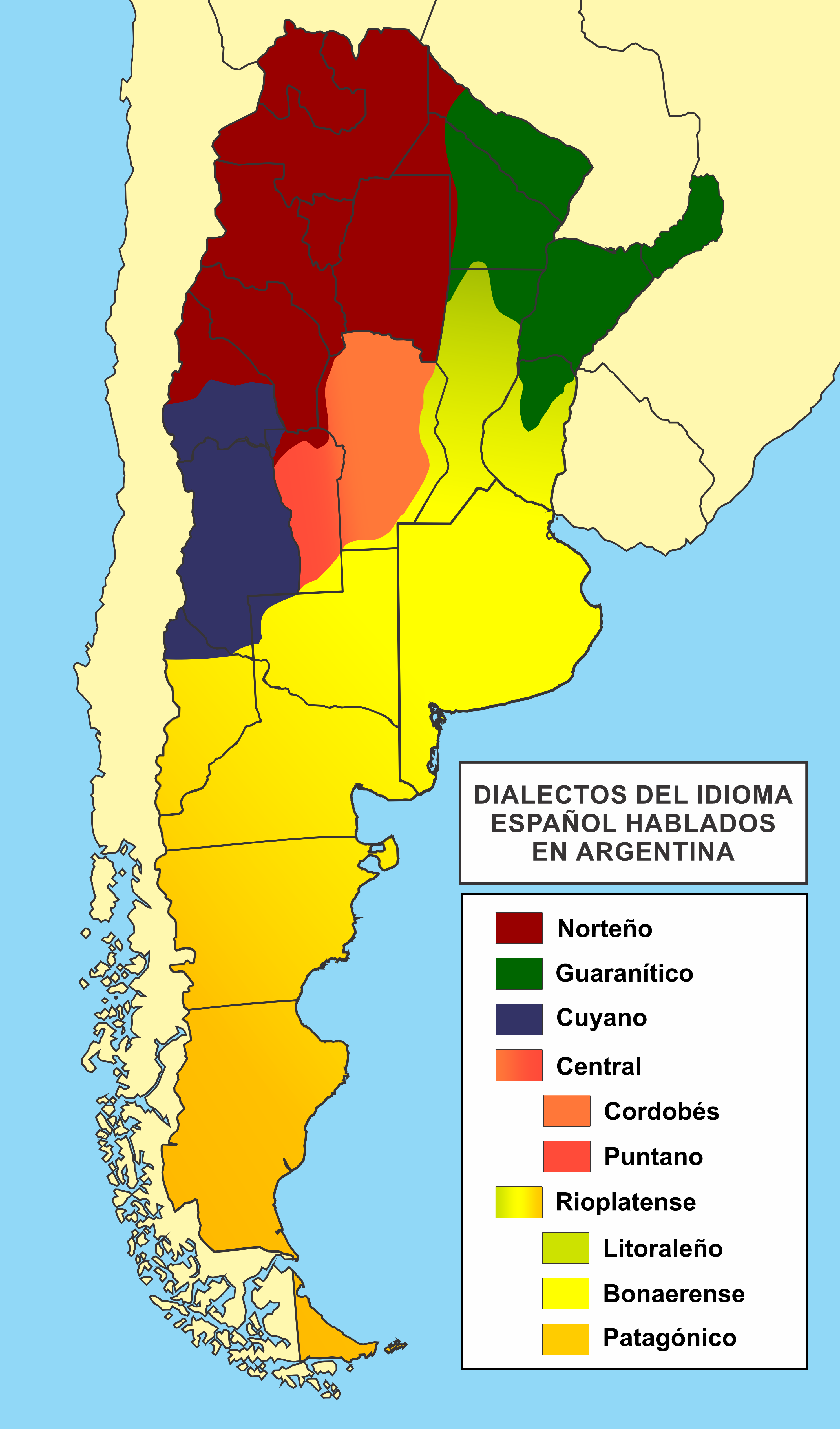
توزيع اللهجات الإسبانية في الأرجنتين

على الرغم من أن اللغة الأسبانية لغة وطنية يتحدث بها تقريبًا جميع الأرجنتينيين، الا أنّ هناك لغات التي يتحدث بها عدد لا يقل عن 40. اللغات التي يتحدث بها ما لا يقل عن 100,000 من الأرجنتينيين تشمل اللغات الأمريكية الأصلية مثل كيشوا الجنوبية، غواراني، واللغات المهاجرة مثل الألمانية[ ؟ ] والإيطالية[ ؟ ]، أو العربية الشامية .
لغتين أصليتين تعرضت للانقراض وهي أبيوبون وتشاين، في حين أن البعض الآخر معرض لخطر الانقراض، وهي لغات يتحدث بها كبار السن في حين أن الأحفاد وصغار السن لا يطقنون التحدث بها تشمل هذه اللغات فيللا، بوليشي، تيهولشي وسولكنم.
الويلزية لغة يتحدث بها أيضًا أكثر من 35,000 شخص في مقاطعة تشوبوت. وهذا يشمل لهجة باتاغونيا الويلزية، التي ظهرت منذ بداية الهجرة الويلزية في الأرجنتين في عام 1865.
هناك أيضا مجتمعات أخرى من المهاجرين الذين يتكلمون لغاتهم الأصلية، مثل لغة صينية التي يتحدث بها ما لا يقل من 60,000 من المهاجرين الصينيين (ومعظمهم في بوينس آيرس ) و الناطقة الأوكيتانية- المجتمع في بيجو، مقاطعة بوينس ايرس.

### الأدب
تاريخ الأدب لم يعرف في الأرجنتين عملية التنمية التي انطلقت من اصل إسباني الجذور، سعى من وسائل التعبير والوطنية الشعبية، وخلص إلى توطيد الرئيسية شخصيات أدبية الدولية الدائمة. ومن أشهر الأدباء والكتاب في الأرجنتين:-
- إرنستو ساباتو (Ernesto Sábato)
- بياتريس سارلو Beatriz Sarlo
- خوان خيلمان Juan Gelman
- أدولفو بيوي كاساريس (Adolfo Bioy Casares)
- فدريكو أندهازي Andahazi
- خوسي بابلو فينمان José Pablo Feinmann
- أليسيا خزامي Alicia Kozameh
- مارتين كاباروس Martín Caparrós
- روبرتو فونتانا روسا Roberto Fontanarrosa
- أليخاندرو دولينا Alejandro Dolina
- رودولفو وولش Rodolfo Walsh
- خوليو كورتاثر (Julio Cortázar)
- خورخي لويس بورخيس Jorge Luis Borges

### الفنون البصرية

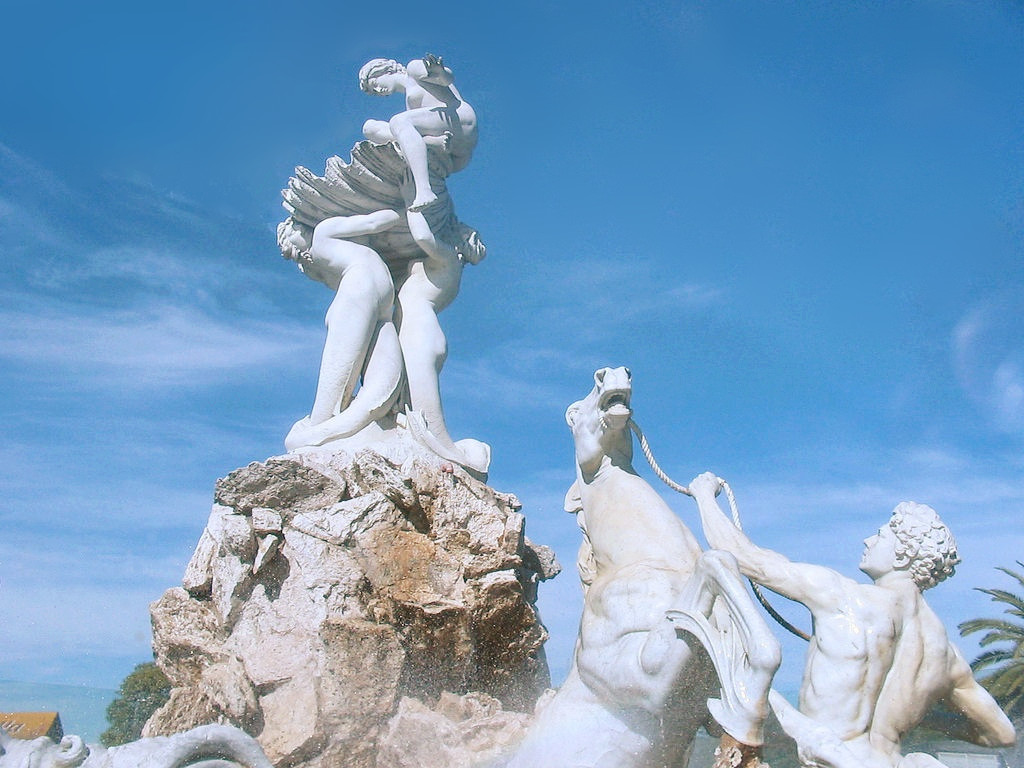
التفاصيل من إن Nereids نافورة من قبل لولا مورا.

بعض الرسامين الأرجنتينية المعروفة هي كانديدو لوبيز وفلورنسيو كامبوس مولينا (نمط السذاجة)؛ ارنستو دي لا Cárcova وإدواردو سيفوري (الواقعية)؛ فرناندو فادر (الانطباعية)؛ بيو Collivadino، أتيليو Malinverno وسيساريو Bernaldo دي كيروس (Postimpressionism)؛ إميليو Pettoruti (التكعيبية)؛ خوليو باراغان (تفكير واقعي والتكعيبية) أنطونيو بيرني (Neofigurativism)؛ روبرتو Aizenberg وإكسول الشمسية (السريالية)؛ جيولا كوشيتسه (البنائية)؛ إدواردو ماك Entyre (الفن توليدي)؛ خوان ديل Prete (Futucubism)؛ لويس سوان، كارلوس Torrallardona، لويس أكينو، وألفريدو Gramajo غوتييريز (الحداثة)؛ لوسيو فونتانا (Spatialism)؛ توماس مالدونادو وغييرمو Kuitca (الفن التجريدي)؛ ليون فيراري ومارتا Minujín (فن مفاهيمي)؛ وCiruelo (فن الخيال).
في عام 1946 جيولا كوشيتسه وغيرهم خلق حركة ماضي في الأرجنتين، والتي انتشرت بعد ذلك إلى أوروبا والولايات المتحدة الأمريكية، حيث كان لها تأثير كبير. وكان توماس مالدونادو واحد من المنظرين الرئيسية للنموذج أولم تصميم التعليم، لا تزال عالية مؤثرة عالميا.
وتشمل الفنانين الأرجنتيني أخرى من الشهرة في جميع أنحاء العالم ادولفو بيلوك، التي كانت مؤثرة منذ 1920 الطباعة الحجرية، وبنيتو Quinquela مارتين، الرسام ميناء الجوهر، مستوحاة من حي لا بوكا محددة المهاجرين.
دوليا النحاتين الحائز على جائزة إيرمينيو Blotta، لولا مورا وروجيليو Yrurtia تأليف العديد من الآثار الكلاسيكية من مذكر سيتي سكيب الأرجنتيني.

### الهندسة المعمارية
جلبت الاستعمار العمارة الباروك الإسبانية، والتي لا تزال موضع تقدير في أبسط أسلوب Rioplatense في الحد من سان إغناسيو ميني، كاتدرائية قرطبة، وكابيلدو لوجين. زيادة التأثيرات الإيطالية[ ؟ ] والفرنسية في بداية القرن 19 مع إيحاءات قوية انتقائي التي أعطت الهندسة المعمارية المحلية شعور فريد من نوعه.
وقد أثرى العديد من المهندسين المعماريين الأرجنتينية سيتي سكيب بلدهم وتلك في جميع أنحاء العالم: ساعد خوان أنطونيو Buschiazzo تعميم العمارة للفنون الجميلة وفرانسيسكو جيانوتي جنبا إلى جنب مع أساليب الفن الحديث الإيطالي، كل الذوق إضافة إلى المدن الأرجنتينية خلال أوائل القرن 20th. فرانسيسكو سالمون وفيكتور Sulčič ترك إرث آرت ديكو، وخلق اليخاندرو بوستيليو هيئة افرة من الكلاسيكية الجديدة والعمارة عقلاني. تأثرت البرتو بريبيتش وأمانسيو وليامز كبير من قبل لو كوربوزييه، في حين قدم Clorindo تيستا العمارة Brutalist محليا. لقد أنعم الإبداعات سيزار بيلي وباتريسيو Pouchulu المستقبلي المدن في جميع أنحاء العالم: 1980 الارتداد بيلي لمجد آرت ديكو من 1920s جعلت منه واحدا من أكثر المعماريين شهرة في العالم، مع مركز NORWEST وأبراج بتروناس بين إبداعاته الأكثر شهرة.

### السينما

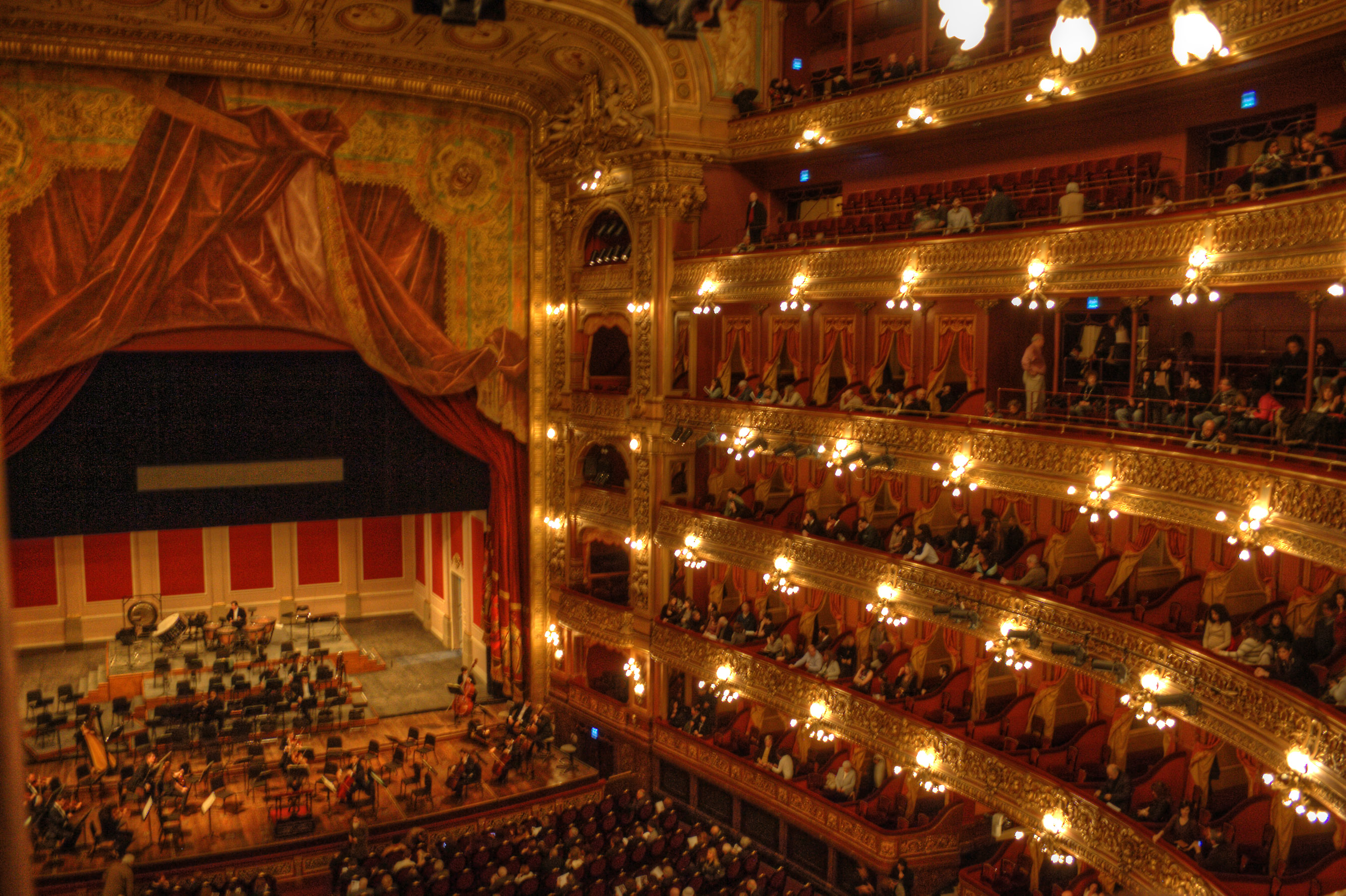
تياترو كولون، واحدة من أفضل خمسة أماكن الحفل في العالم.

بوينس آيرس هي واحدة من عواصم المسرح الكبرى في العالم، مع مشهد من العيار الدولي تتمحور حول كورينتس الجادة، «الشارع التي لا تنام»، التي يشار إليها أحيانا باعتبارها برودواي الفكرية في بوينس آيرس. تياترو كولون معلما العالمية للأوبرا والعروض الكلاسيكية؛ وتعدّ الصوتيات في أوساط العالم في أعلى خمسة. تشمل أماكن المسرحية الهامة الأخرى تياترو العام سان مارتن، سرفانتس، سواء في مدينة بوينس أيرس؛ الأرجنتيني في لابلاتا، ش سيركولو في روزاريو، الاستقلال في مندوزا، ويبرتادور في قرطبة. غريسيلدا جامبارو، COPI، روبرتو كوسا، ماركو Denevi، كارلوس Gorostiza، وألبرتو Vaccarezza عدد قليل من الكتاب المسرحيين الأرجنتيني الأبرز.
تطوير السينما الأرجنتينية التي في عام 1896؛ من 1930 في وقت مبكر فإنه قد أصبح بالفعل منتج الفيلم الرائدة في أميركا اللاتينية، وهو المكان الذي أبقى حتى أوائل 1950. قدمت أول أفلام الرسوم المتحركة في العالم والذي صدر في الأرجنتين، من خلال رسام الكاريكاتير كويرينو كريستياني، في عام 1917 و 1918.
حققت الأفلام الأرجنتيني الاعتراف في جميع أنحاء العالم: فازت البلاد أربعة عشر جوائز غويا لأفضل فيلم بلغة اجنبية الإسبانية الرفاه حتى الآن الأكثر ومنح هو أيضا البلد الوحيد في أمريكا اللاتينية الذي فاز بجائزة أوسكار لأفضل فيلم بلغة أجنبية، مع الرسمي قصة (1985) وسر في عيونهم (2009). بالإضافة إلى ذلك، تم تكريم الملحنين الأرجنتيني لويس إنريكي Bacalov وغوستافو Santaolalla مع جائزة الأوسكار لأفضل الإيماءات تصويرية. تم المشهود العديد من الأفلام الأخرى عن طريق الأرجنتيني النقد الدولي: كاميلا (1984)، رجل يواجه جنوب شرق (1986)، مكان في العالم (1992)، بيتزا، البيرة، والسجائر (1997)، تسعة كوينز (2000)، A الدب الأحمر (2002)، يوميات دراجة نارية (2004) والنسمة (2005) يجري بعض منها.
كما من عام 2013 ويجري حاليا إنشاء نحو 100 بالطول الصور المتحركة سنويا.

### الموسيقى
التانغو، وهو النوع الموسيقي Rioplatense مع التأثيرات الأوروبية والأفريقية، هو واحد من الرموز الثقافية الدولية في الأرجنتين. العصر الذهبي للالتانغو (1930 إلى منتصف 1950) معكوسة أن موسيقى الجاز والبديل في الولايات المتحدة، ويضم الفرق الموسيقية الكبيرة مثل تلك التي أوسفالدو بوغليس، أنيبال Troilo، Canaro فرانسيسكو، خوليو دي كارو وخوان دي Arienzo. بعد عام 1955، شاع الموهوب أستور PIAZZOLLA نويفو التانغو، وهو اتجاه أكثر دهاء وأكثر الفكرية لهذا النوع. التانغو يتمتع بشعبية في جميع أنحاء العالم في الوقت الحاضر مع جماعات مثل مشروع جوتان، Bajofondo وTanghetto.
الأرجنتين تطوير الموسيقى الكلاسيكية والرقص مشاهد قوية التي أدت إلى الفنانين المشهورين مثل البرتو Ginastera، ملحن؛ البرتو Lysy، عازف الكمان؛ مارثا آرغيرتش وإدواردو دلغادو، عازفي البيانو؛ دانيال بارنبويم، عازف البيانو ومدير الأوركسترا السمفونية؛ وراقصي الباليه خورخي DONN، خوسيه Neglia، نورما Fontenla، ماكسيميليانو غيرا، بالوما هيريرا، ماريانيلا نونيز، ايناكي Urlezaga وخوليو بوكا.
برز أسلوب وطني الشعبية الأرجنتينية في 1930 من عشرات الأنواع الموسيقية الإقليمية، وتوجه إلى التأثير على مجمل الموسيقى الأميركية اللاتينية. بعض المترجمين لها، مثل أتاهوالبا يوبانكي ومرسيدس سوسا، حققت شهرة في جميع أنحاء العالم.
تضمنت أغنية رومانسية النوع من المغنين شهرة عالمية مثل ساندرو دي أميريكا.
وضعت صخرة الأرجنتيني كنمط الموسيقية المتميزة في منتصف 1960، عندما أصبحت بوينس آيرس وروساريو مهد الموسيقيين الطموحين. وتلت العصابات المؤسسين مثل لوس انجليس، Almendra ومنال التي كتبها سيرو جيران وهو انجليس أبولوس دي لا ندى، الصودا ستيريو وباتريسيو ري ذ سوس Redonditos دي ريكوتا، مع الفنانين البارزين بما في ذلك Litto Nebbia، لويس ألبرتو سبينيتا، شارلي غارسيا، فيتو باييز وليون Gieco.
عازف الساكسفون لياندرو «غاتو» باربييري والملحن وكبيرة موصل الفرقة الو Schifrin هي من بين الأكثر نجاحا دوليا موسيقيي الجاز الأرجنتيني.

### الرياضة

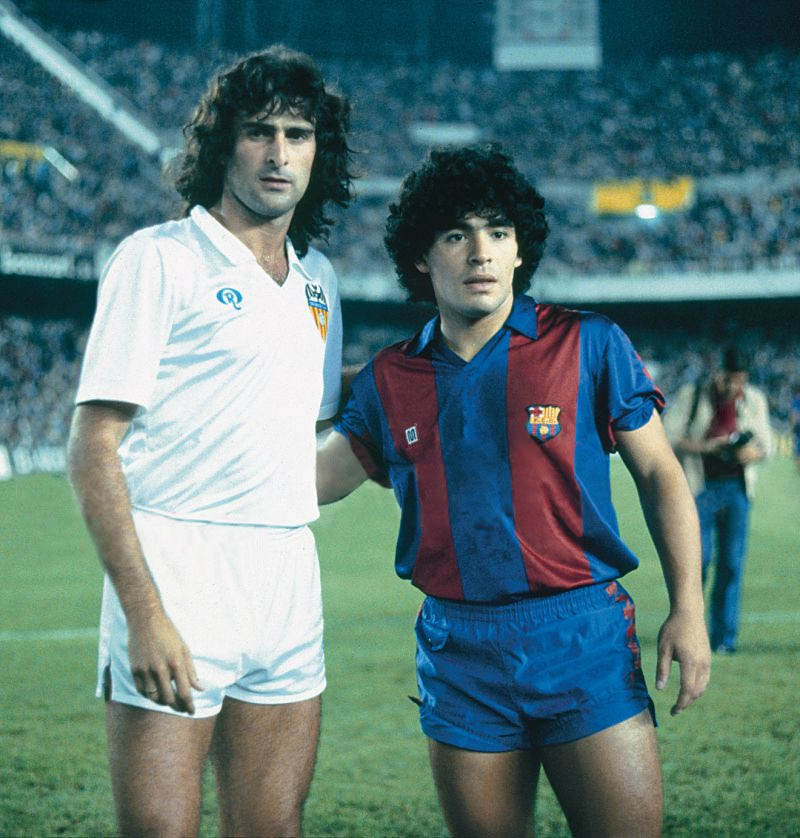
مارادونا مع مواطنه ماريو كيمبس قبل مباراة برشلونة ضد فالنسيا.

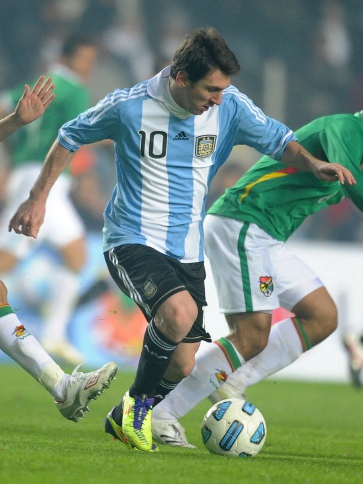
ميسي، مع منتخب بلاده الأرجنتين عام 2011 في كوبا امريكا ، وقد تم مقارنته بمواطنه دييغو مارادونا.

الرياضة الوطنية الرسمية للأرجنتين هو باتو، لعبت مع الكرة ستة مقبض على ظهور الخيل، ولكن الرياضة الأكثر شعبية هي كرة القدم. الفريق الوطني لكرة القدم وفاز 25 ألقاب دولية كبرى من بينهم ثلاثة من الفيفا كؤوس العالم، ميداليتين ذهبية أولمبية وأربعة عشر كأس الأمريكتين. أكثر من ألف اعبي الأرجنتين تلعب في الخارج، فإن الغالبية منهم في البطولات الأوروبية لكرة القدم. هناك 331811 لاعبي كرة القدم المسجلين، وأنتجت بعض الأرجنتين من أعظم اللاعبين في العالم، بما في ذلك مشتركة لاعب كرة القدم في القرن دييغو مارادونا، خمسة مرات كرة FIFA الذهبية المتلقي ليونيل ميسي والأرجنتين وأسطورة ريال مدريد ألفريدو دي ستيفانو، 1978 كأس العالم الفوز كابتن دانيال باساريلا والفائز الحذاء الذهبي ماريو كيمبس، وكل مرة الطليعة هداف للمنتخب الوطني ليونيل ميسي.
تم تشكيل اتحاد كرة القدم الأرجنتيني (AFA) في عام 1893، وهو أقدم اتحاد كرة القدم الوطنية الثامنة في العالم. وAFA اليوم تعول 3,377 أندية كرة القدم، بما في ذلك 20 في شعبة الممتاز. منذ AFA ذهب المهنية في عام 1931، وقد فاز خمسة عشر فرق البطولة العناوين الوطنية، بما في ذلك مع ريفر بلايت 33 وبوكا جونيورز مع 24. وعلى مدى السنوات العشرين الماضية، أصبحت كرة القدم داخل الصالات وكرة القدم الشاطئية بشعبية متزايدة. وكان فريق كرة القدم الأرجنتيني الشاطئ واحد من أربعة منافسين في أول بطولة دولية لهذه الرياضة في عام 1993. وهناك عدد متزايد من الفتيات والنساء تلعب هذه الرياضة، الذين نظموا بطولات وطنية خاصة بهم منذ عام 1991 وكان بطل أمريكا الجنوبية في 2006.
كرة السلة هي الرياضة الثانية الأكثر شعبية؛ لعب عدد من لاعبي كرة السلة في الرابطة الوطنية لكرة السلة الأمريكية والبطولات الأوروبية بما في ذلك مانو جينوبيلي، أندريس نوسيوني، كارلوس دلفينو، لويس سكولا وفابريسيو أوبيرتو. فاز فريق الوطني لكرة السلة للرجال ذهبية أولمبية في دورة الألعاب الأولمبية عام 2004، والميدالية البرونزية في عام 2008. وقد صنفت الأرجنتين رقم واحد في التصنيف العالمي لكرة السلة بين عامي 2007 و 2010.
الأرجنتين لديها فريق اتحاد الرجبي المهم كرة القدم، «لوس بوماس»، مع العديد من لاعبيها يلعبون في أوروبا. فازت الأرجنتين على فرنسا المضيفة الأمة مرتين في كأس العالم للرجبي 2007، وتجعلهم الثالث في المسابقة. وبوماس حاليا (كما في أكتوبر 2013) العاشر في التصنيف العالمي الرسمي.
يوم 4 يوليو عام 2013، تم اختيار بوينس آيرس كما المدينة المضيفة لدورة الألعاب الأولمبية الصيفية للشباب عام 2018.

### الأكلات الشعبية

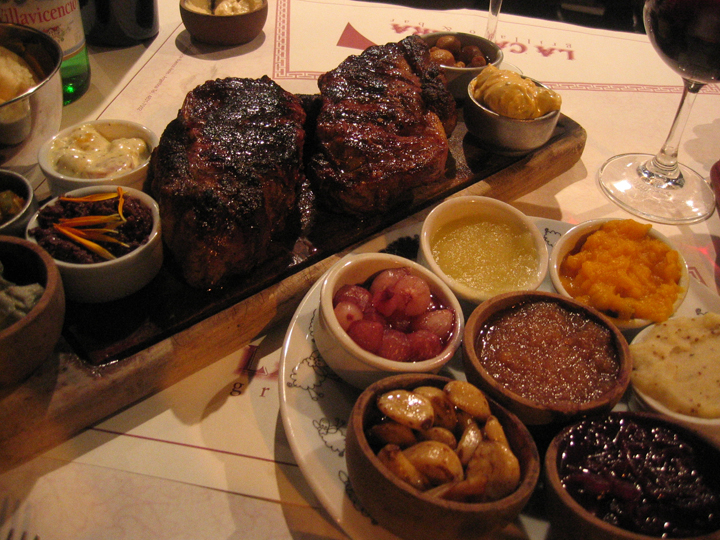
لحوم البقر الأرجنتينية مثل أسادو، وهو الطبق التقليدي.

إلى جانب العديد من أطباق المعكرونة والسجق والحلويات  المشتركة مع أوروبا القارية، يتمتع الأرجنتينيون بمجموعة واسعة من الإبداعات الأصلية والكريولية، بما في ذلك الإمبنادة (معجنات صغيرة محشوة)،  ال locro (خليط من الذرة والفاصوليا واللحوم، لحم الخنزير المقدد، والبصل، والقرع)،  الهوميتا و  المتة.
البلاد لديها أعلى معدل استهلاك من اللحوم الحمراء في العالم، أعدت تقليديا أسادو، الشواء الأرجنتيني. يتم ذلك مع أنواع مختلفة من اللحوم، وغالبا بما كوريزو والخبز الحلو، نقانق سجق، والسجق الدم.
وتشمل الحلويات المشتركة facturas (على غرار فيينا المعجنات) ودولسي دي ليتشه (نوع من الحليب مربى الكراميل المستخدمة لملء الكعك والفطائر)، alfajores (الكوكيز الغريبة تقع جنبا إلى جنب مع الشوكولاته، دولسي دي ليتشه أو عجينة الفاكهة).
النبيذ الأرجنتيني، واحدة من أرقى العالم، هو جزء لا يتجزأ من القائمة المحلية. مالبيك، Torrontés، كابرنيه، شاردونيه سره وبعض من أكثر رواجا بعد أصناف.

## التركيبة السكانية
تضاعف سكان الأرجنتين خلال القرن الماضي عدة مرات وهذا ناتج كثرة الهجرة إليها. وحسب إحصائيات العام 2001 فقد بلغ عدد السكان 36,260,130 مليون نسمة، وترتفع نسبة ذوي الأصول الأوروبية بين السكان حيث يشكلون الأغلبية بما يصل إلى 90% من السكان، فمنهم ذوي الأصول الإيطالية الذين يشكلون 60٪؜ من السكان، والذين يقدر عددهم بنحو 25 مليون نسمة، و 15% من ذوي الأصول الإسبانية ثم جنسيات أوروبية أخرى، ويعيش حوالي 70% في المدن، ويعيش حوالي 75% من السكان في إقليم اليميا الغني. وهناك أقليات من جماعات المسنيزو والهنود الأمريكيين. كما أنها موطن لمجموعة كبيرة من أصول عربية خاصة من سوريا ولبنان وفلسطين والتي لها حضور بارز. ولعل أبرزها الرئيس السابق كارلوس منعم ابن مغتربين سوريين.

### الاثنوغرافيا

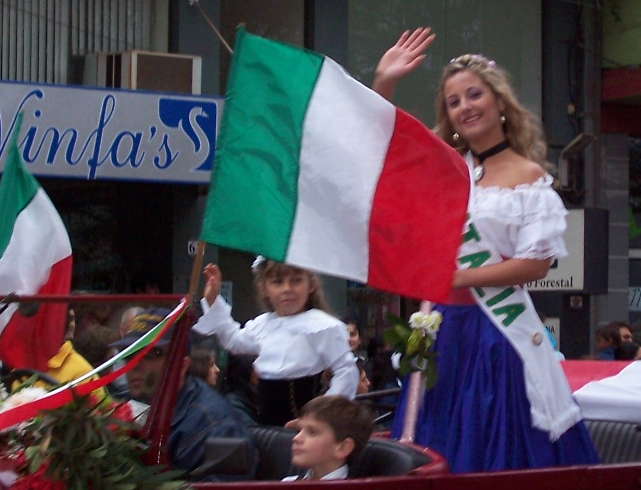
مهرجان إيطالي في مدينة اوبرا الأرجنتينية.

الأرجنتينيون من أصول أوروبية يُشكلون غالبّية السكان في الأرجنتين. يعود أصول جزء منهم إلى المهاجرين الذين وصلوا البلاد خلال الحقبة الأستعمارية أي للمستعمرين من أسبانيا والبرتغال وذلك خلال الفترة الاستعمارية قبل عام 1810، أمّا المجموعة الثانية وهي الغالبة والأكثر عددًا يعود أصولها أساسًا إلى المهاجرين من أوروبا خلال موجة الهجرة الأوربية إلى الأرجنتين الكبيرة من منتصف القرن 19 إلى منتصف القرن 20.
على الرغم من أن الفئة المسماة «الأرجنتينيين من أصل أوروبي» لا تستخدم رسميًا، في أية من بيانات التعداد الرسمي، الاّ أنّ بعض المصادر الدوليَّة تشير إلى أن المكون الأوروبي من السكان يتراوح بين 82.9%، ليصل إلى 97% من سكان الأرجنتين.

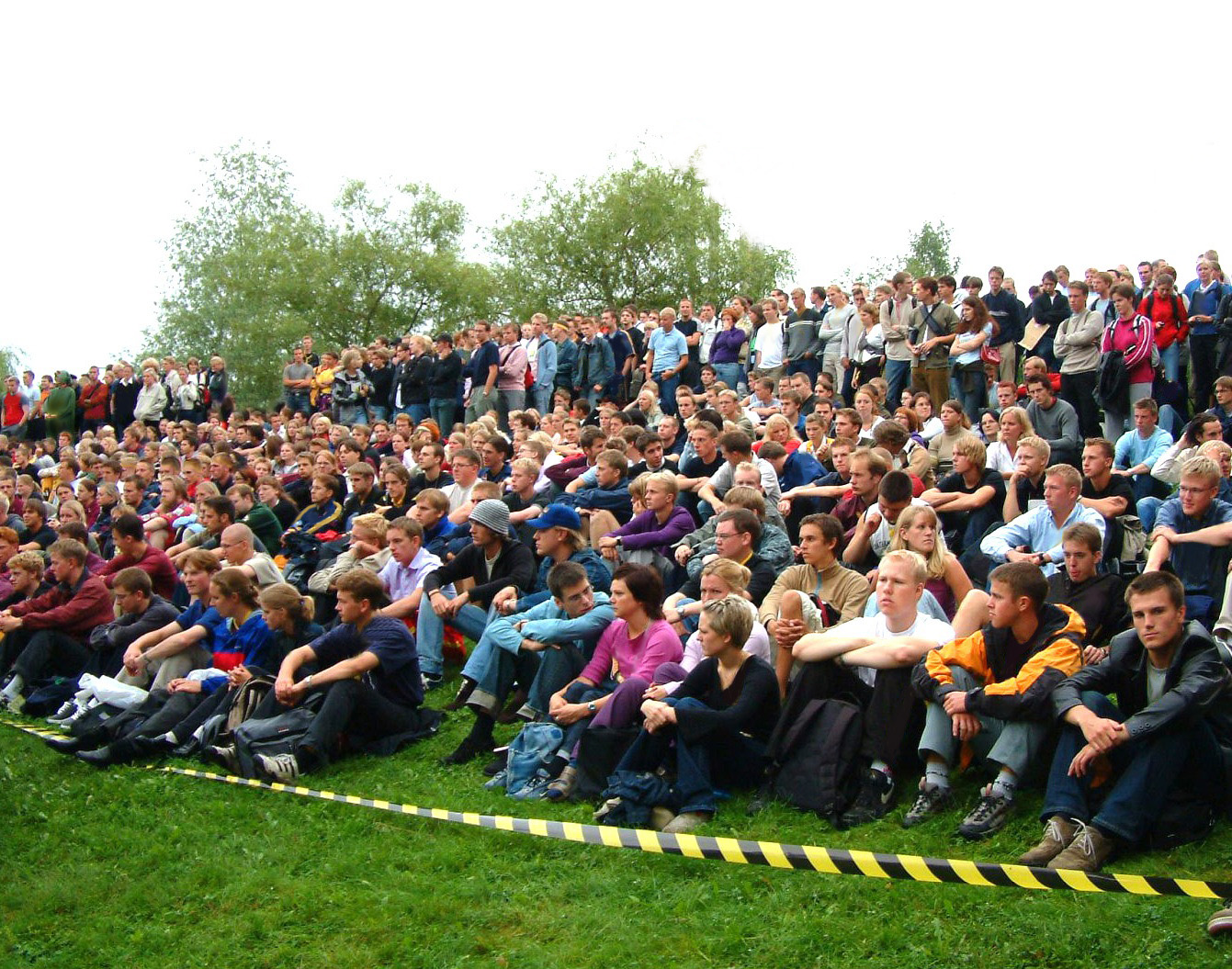
مجموعة شباب أرجنتينيون من أصول ألمانية.

المجموعات الأكثر عددًا في المجتمعات الأوروبية الحالية هي: الإيطالية، الإسبانية (بما في ذلك أصول من الباسك و جاليسيين[ ؟ ])، الألمانية والسلافية.
الأرجنتينيون من أصول إيطالية وهم أرجنتينيون ذويي الأصول الإيطالية الكاملة أو الجزئية ممن ولدوا بالأرجنتين ويصل عددهم اليوم بين 24-25 مليون نسمة. وبالتالي يشكلون حوالي 60% من سكان الأرجنتين وتتصدر المجموعة الإيطالية المرتبة الأولى كأكبر المجموعات الأوروبية في البلاد ويأتي في المرتبة الثانية ذووي الأصول الإسبانية الذين تبلغ نسبتهم حوالى 31.5% من سكان الأرجنتين.
الثقافة الأرجنتينيَّة وهي ثقافة نتيجة مزيج من العناصر الأفريقية الأوروبية، وتأثيرات الهنود الحمر. لكن مع تدفق تأثير الهجرة الأوروبية إلى الأرجنتين أضحت الثقافة الأوروبية الثقافة المهيمنة في الأرجنتين على مستوى الثقافة والديموغرافيا. اليوم معظم الأرجنتينيين، ينظرون إلى ثقافتهم على أنها جزء مميز من الحضارة الأوروبية، يظهر تأثير الثقافة الأوروبية في العمارة، اللغة، الديانة، الأدب والموسيقى.
تعدّ كل من مدينة بوينس آيرس وكوردوبا مدن أوروبية بامتياز وبسبب الهجرة الأوروبية للمدينة تطبعت هذه بالثقافة الأوروبية. غالبية سكان بوينس آيرس (porteños بورتينيوس) لها أصول أوروبية، المجموعة الأكثر شيوعًا هم من أصول إيطالية وإسبانية. وتشمل كذالك أصول أوروبيه أخرى كالألمانية والآيرلندية، والبرتغالية، والفرنسية، والكرواتية والإنكليزية ومن بلاد الغال. في التسعينات، كانت موجة هجرة صغيرة من رومانيا وأوكرانيا.
يشكل عرب الأرجنتينيين حوالي 2.9% من سكان الأرجنتين. ويمثلون حوالي 1.3 مليون شخص، وتعود أصولهم إلى موجات المهاجرين العرب خلال القرن 19 والقرن 20، وهم مرتبطون إلى حد كبير مع التراث الثقافي واللغوي العربي و / أو الهوية، يعود أصول الغالبية الساحقة من العرب الأرجنتينون أساسًا إلى ما هو الآن سوريا ولبنان والغالبية العظمى منهم مسيحيون. كثيرًا ما يطلق على العرب مصطلح توركوس ويرجع ذلك إلى حقيقة أن العديد من الدول العربية كانت تحت سيطرة الدولة العثمانية في الوقت الذي بدأت فيه موجة الهجرة الكبيرة، ودخل معظم العرب الشوام إلى البلاد مع هويات تركية وكان قد هرب الكثير من دمشق خاصًة المسيحين منهم من سياسة التي اتبعتها العثمانيين. وقد جاء أيضًا جماعات عرقية من عرب من الأراضي التي كانت آنذاك تحت سيطرة الإمبراطورية النمساوية المجرية. يعدّ عرب الأرجنتين اغنياء ومتعلمون ومؤثرين سياسيًا في البلاد.

### التحضر
وتحضرا الأرجنتين للغاية، مع 92٪ من سكانها يعيشون في المدن: حساب العشرة أكبر المناطق الحضرية لنصف السكان. يعيش حوالي 3 ملايين شخص في مدينة بوينس آيرس، وبما في ذلك منطقة العاصمة بوينس آيرس الكبرى أنه يبلغ حوالي 13 مليون نسمة، مما يجعلها واحدة من أكبر المناطق الحضرية في العالم.
المناطق الحضرية من قرطبة وروزاريو دينا حوالي 1.3 مليون نسمة كل ومندوزا، توكومان، لا بلاتا، مار دل بلاتا، سالتا وسانتافي يكون كل لا يقل عن نصف مليون شخص.
السكان موزعة توزيعا غير متكافئ: حوالي 60٪ يعيشون في منطقة بامبا (21٪ من المساحة الكلية)، بما في ذلك 15 مليون شخص في مقاطعة بوينس آيرس. محافظات قرطبة وسانتا في، ومدينة بوينس آيرس لديها 3 ملايين لكل منهما. سبع محافظات أخرى لديها أكثر من مليون شخص كل: مندوزا، توكومان، انتري ريوس، سالتا، تشاكو، كورينتس وميسيونس. توكومان هي الأكثر اكتظاظا بالسكان مع 60 نسمة لكل كيلومتر مربع (160 / ميل مربع)، ومقاطعة الأرجنتيني فقط أكثر كثافة سكانية من المتوسط العالمي، في حين أن محافظة جنوب سانتا كروز لديه حوالي 1 نسمة لكل كيلومتر مربع (2.6 ميل / مربع ) [بحاجة لمصدر]

| المدن والبلدات الكبرى في الأرجنتين (تقدير المعهد الأرجنتيني الوطني للإحصاء والتعداد 2007 ) | المدن والبلدات الكبرى في الأرجنتين (تقدير المعهد الأرجنتيني الوطني للإحصاء والتعداد 2007 ) | المدن والبلدات الكبرى في الأرجنتين (تقدير المعهد الأرجنتيني الوطني للإحصاء والتعداد 2007 ) | المدن والبلدات الكبرى في الأرجنتين (تقدير المعهد الأرجنتيني الوطني للإحصاء والتعداد 2007 ) | المدن والبلدات الكبرى في الأرجنتين (تقدير المعهد الأرجنتيني الوطني للإحصاء والتعداد 2007 ) | المدن والبلدات الكبرى في الأرجنتين (تقدير المعهد الأرجنتيني الوطني للإحصاء والتعداد 2007 ) | المدن والبلدات الكبرى في الأرجنتين (تقدير المعهد الأرجنتيني الوطني للإحصاء والتعداد 2007 ) | المدن والبلدات الكبرى في الأرجنتين (تقدير المعهد الأرجنتيني الوطني للإحصاء والتعداد 2007 ) | المدن والبلدات الكبرى في الأرجنتين (تقدير المعهد الأرجنتيني الوطني للإحصاء والتعداد 2007 ) | المدن والبلدات الكبرى في الأرجنتين (تقدير المعهد الأرجنتيني الوطني للإحصاء والتعداد 2007 ) |
|                                                                                            | الترتيب                                                                                    | الاسم                                                                                      | محافظات الأرجنتين                                                                          | السكان                                                                                     | الترتيب                                                                                    | الاسم                                                                                      | محافظات الأرجنتين                                                                          | السكان                                                                                     |                                                                                            |
| ------------------------------------------------------------------------------------------ | ------------------------------------------------------------------------------------------ | ------------------------------------------------------------------------------------------ | ------------------------------------------------------------------------------------------ | ------------------------------------------------------------------------------------------ | ------------------------------------------------------------------------------------------ | ------------------------------------------------------------------------------------------ | ------------------------------------------------------------------------------------------ | ------------------------------------------------------------------------------------------ | ------------------------------------------------------------------------------------------ |
| بوينس آيرس كوردوبا                                                                         | 1                                                                                          | بوينس آيرس                                                                                 | مدينة مستقلة                                                                               | 3,050,728                                                                                  | 11                                                                                         | ريسيستينسيا                                                                                | تشاكو                                                                                      | 377,000                                                                                    | روساريو مندوزا                                                                             |
| بوينس آيرس كوردوبا                                                                         | 2                                                                                          | كوردوبا                                                                                    | كوردوبا                                                                                    | 1,372,000                                                                                  | 12                                                                                         | كورينتس                                                                                    | كوريينتس                                                                                   | 345,000                                                                                    | روساريو مندوزا                                                                             |
| بوينس آيرس كوردوبا                                                                         | 3                                                                                          | روساريو                                                                                    | سانتا في                                                                                   | 1,242,000                                                                                  | 13                                                                                         | باهيا بلانكا                                                                               | بوينس آيرس                                                                                 | 304,000                                                                                    | روساريو مندوزا                                                                             |
| بوينس آيرس كوردوبا                                                                         | 4                                                                                          | مندوزا                                                                                     | مندوزا                                                                                     | 885,434                                                                                    | 14                                                                                         | سان سلفادور دي خوخوي                                                                       | خوخوي                                                                                      | 298,000                                                                                    | روساريو مندوزا                                                                             |
| بوينس آيرس كوردوبا                                                                         | 5                                                                                          | سان ميغيل دي توكومان                                                                       | توكومان                                                                                    | 789,000                                                                                    | 15                                                                                         | بوساداس                                                                                    | ميسيونس                                                                                    | 287,000                                                                                    | روساريو مندوزا                                                                             |
| بوينس آيرس كوردوبا                                                                         | 6                                                                                          | لابلاتا                                                                                    | بوينس آيرس                                                                                 | 732,503                                                                                    | 16                                                                                         | بارانا                                                                                     | إنتري ريوس                                                                                 | 268,000                                                                                    | روساريو مندوزا                                                                             |
| بوينس آيرس كوردوبا                                                                         | 7                                                                                          | ماريه ديل بلاتا                                                                            | بوينس آيرس                                                                                 | 604,563                                                                                    | 17                                                                                         | نيوكوين                                                                                    | نيوكوين                                                                                    | 255,000                                                                                    | روساريو مندوزا                                                                             |
| بوينس آيرس كوردوبا                                                                         | 8                                                                                          | سالتا                                                                                      | سالتا                                                                                      | 516,000                                                                                    | 18                                                                                         | سانتياغو ديل استيرو                                                                        | سانتياغو ديل استيرو                                                                        | 244,733                                                                                    | روساريو مندوزا                                                                             |
| بوينس آيرس كوردوبا                                                                         | 9                                                                                          | سانتا في                                                                                   | سانتا في                                                                                   | 493,000                                                                                    | 19                                                                                         | ميرلو                                                                                      | بوينس آيرس                                                                                 | 244,168                                                                                    | روساريو مندوزا                                                                             |
| بوينس آيرس كوردوبا                                                                         | 10                                                                                         | سان خوان                                                                                   | سان خوان                                                                                   | 453,229                                                                                    | 20                                                                                         | كويلمس                                                                                     | بوينس آيرس                                                                                 | 230,810                                                                                    | روساريو مندوزا                                                                             |

### الرعاية الصحية

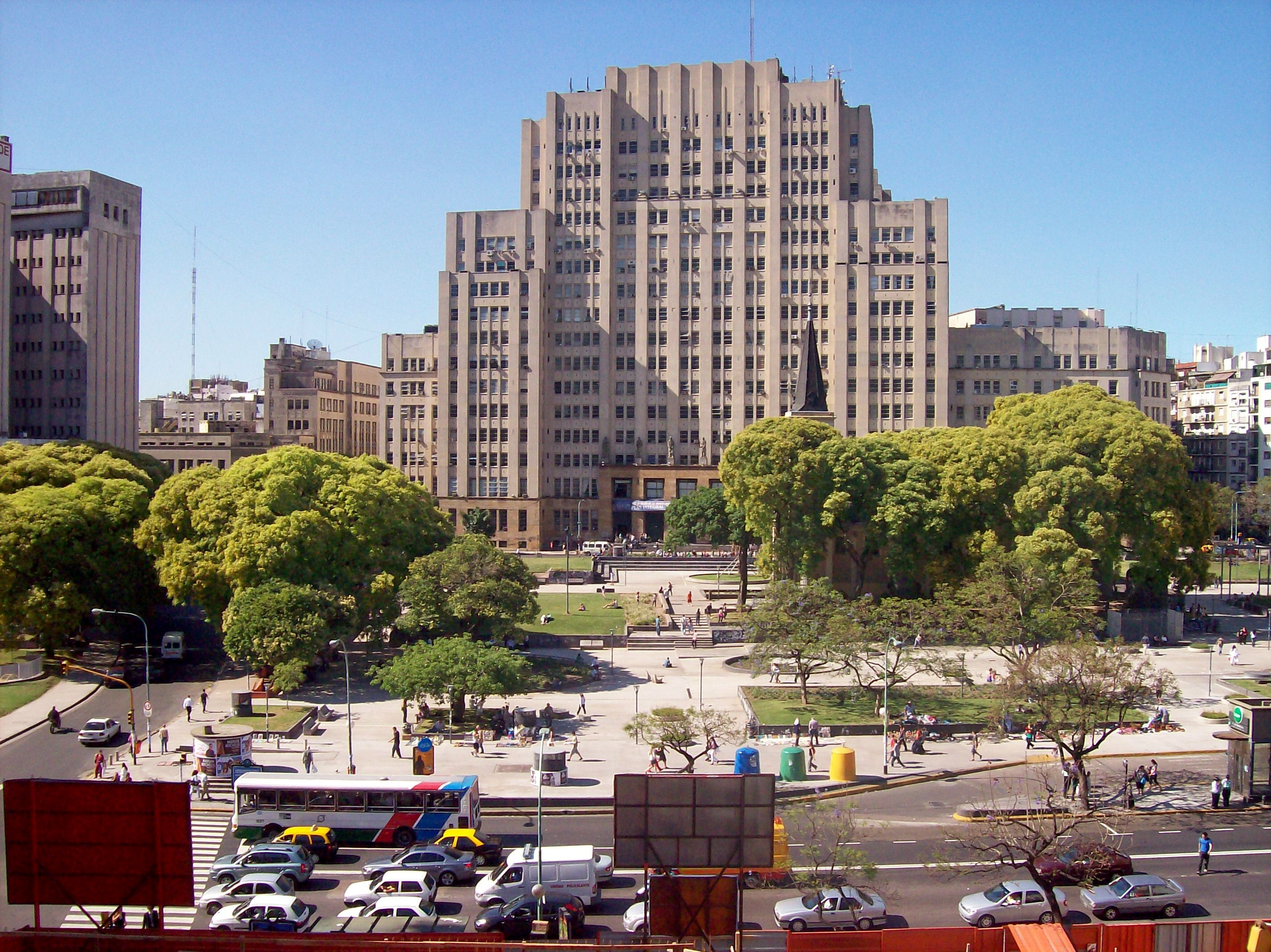
في جامعة بوينس آيرس الطب، ألما ماتر للعديد من 3،000 خريجي كليات الطب في البلاد، سنويا.

يتم توفير الرعاية الصحية من خلال مجموعة من خطط العمل والعمال برعاية اتحاد (أوبراس الاجتماعيات)، وخطط التأمين الحكومية والمستشفيات العامة والعيادات وخلال خطط التأمين الصحي الخاص. عدد التعاونيات الرعاية الصحية أكثر من 300 (والتي ترتبط 200 إلى النقابات العمالية) وتوفير الرعاية الصحية للنصف السكان؛ وINSSJP الوطنية (المعروف شعبيا باسم PAMI) يغطي تقريبا جميع المواطنين خمسة ملايين العليا.
هناك أكثر من 153,000 أسرة المستشفيات، 121,000 الأطباء وأطباء الأسنان 37,000 (نسب مماثلة لدول المتقدمة). وقد أدى وصول عالية نسبيا على الرعاية الطبية تاريخيا في أنماط الوفيات واتجاهات مماثلة للدول المتقدمة: في الفترة من 1953 وحتى عام 2005، وزيادة الوفيات الناجمة عن أمراض القلب والأوعية الدموية من 20٪ إلى 23٪ من المجموع، تلك من الأورام من 14٪ إلى 20٪، مشاكل في الجهاز التنفسي من 7٪ إلى 14٪، أمراض الجهاز الهضمي (غير المعدية) من 7٪ إلى 11٪ والسكتات الدماغية ثابت 7٪، والإصابات، 6٪، والأمراض المعدية، 4٪. أدت أسباب تتعلق الشيخوخة لكثير من الراحة. وقد انخفضت وفيات الرضع من 19٪ من مجموع الوفيات في عام 1953 إلى 3٪ عام 2005.
قد قلل من توافر الرعاية الصحية أيضا وفيات الرضع من 70 لكل 1000 ولادة حية في عام 1948 إلى 12.1 في عام 2009 ورفع متوسط العمر المتوقع عند الولادة من 60 سنة إلى 76. ورغم أن هذه الأرقام تضاهي العالمية المتوسطات، فإنها تقصر من المستويات في الدول المتقدمة، وفي عام 2006، والأرجنتين في المرتبة الرابعة في أمريكا اللاتينية.

### الأعياد والعطلات الرسمية
وفيما يلي الوطني العطل الرسمية والاحتفالات الأخرى من الأرجنتين.
على الرغم من احترام العطل من العديد من الأديان، أيام العطل الرسمية وعادة ما تشمل معظم العطلات الكاثوليكية. تشمل أيام العطل الاحتفال التاريخي للثورة مايو (25 مايو)، عيد الاستقلال (9 يوليو)، يوم العلم الوطني (20 حزيران) وفاة خوسيه دي سان مارتين (17 آب).
يجمع الأسرة الممتدة عشية عيد الميلاد في جميع أنحاء 09:00 لتناول العشاء، والموسيقى، والرقص في كثير من الأحيان. يتم تقديم الحلوى قبيل منتصف الليل، عندما تبدأ الألعاب النارية. كما أنها تفتح بابا نويل الهدايا من (الأب عيد الميلاد أو «سانتا كلوز»). ويتميز عيد رأس السنة الجديدة أيضا مع الألعاب النارية. وتشمل الأعياد الأخرى لوحظ على نطاق واسع يوم الجمعة العظيمة، عيد الفصح[ ؟ ]، عيد العمال (1 مايو)، يوم المحاربين القدامى (سابقا مالفيناس يوم 2 أبريل).

## العلوم والتكنولوجيا

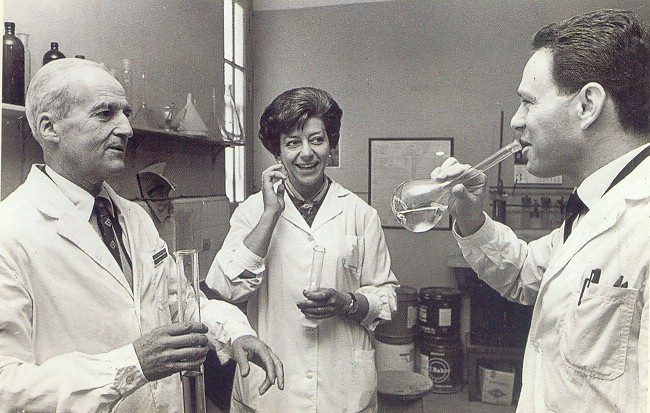
لويس لولوار (يسار) وموظفيه احتفاءً بالفوز بجائزة نوبل في الكيمياء عام 1970.

حصل الأرجنتينيون على ثلاث جوائز نوبل في العلوم. كان برناردو هوساي أول من حصل على الجائزة من أمريكا اللاتينية، اكتشف دور الغدة النخامية في تنظيم الجلوكوز في الحيوانات، وحصل على جائزة نوبل في الطب أو علم وظائف الأعضاء في عام 1947. أما لويس لولوار فقد اكتشف كيف تخزّن الكائنات الحية الطاقة وتحويل الجلوكوز إلى غلايكوجين والمركبات الأساسية في أيض السكريات، وحصل على جائزة نوبل في الكيمياء عام 1970. أجرى سيزار ميلشتاين بحثًا مكثفًا في الأجسام المضادة، وحصل على جائزة نوبل في الفسيولوجيا أو الطب عام 1984. وقد أدت الأبحاث الأرجنتينية إلى علاج أمراض القلب الوعائية والعديد من أشكال السرطان. صمّم دومينغو ليوتا وطوّر أول قلب صناعي زُرِع بنجاح في الإنسان عام 1969. طوّر روني فافالورو التقنيات وأجرى أول جراحة فتح مجرى جانبي للشريان التاجي.
حقّق البرنامج النووي الأرجنتيني نجاحاً كبيراً. كانت الأرجنتين أول دولة في أمريكا اللاتينية تصمّم مفاعل نووي للأبحاث بتكنولوجيا محلية وذلك عام 1957، وبنت المفاعل إنريكو فيرمي RA-1. كان الاعتماد على تطوير تقنياتها النووية الخاصة بدلاً من شرائها من الخارج أحد ثوابت البرنامج النووي الأرجنتيني الذي تديره اللجنة الوطنية للطاقة الذرية. وقد استخدمت التكنولوجيا النووية الأرجنتينية في البيرو والجزائر وأستراليا ومصر. عام 1983، اعترفت البلاد بامتلاكها القدرة على إنتاج أسلحة قائمة على استخدام اليورانيوم وهي خطوة رئيسية مطلوبة لتجميع الأسلحة النووية، لكن منذ ذلك الحين، تعهدت الأرجنتين باستخدام الطاقة النووية للأغراض السلمية فقط. باعتبارها عضواً في مجلس أمناء الوكالة الدولية للطاقة الذرية، كانت الأرجنتين صوتاً قوياً في دعم جهود عدم الانتشار النووي وهي ملتزمة بشدة بالأمن النووي العالمي.

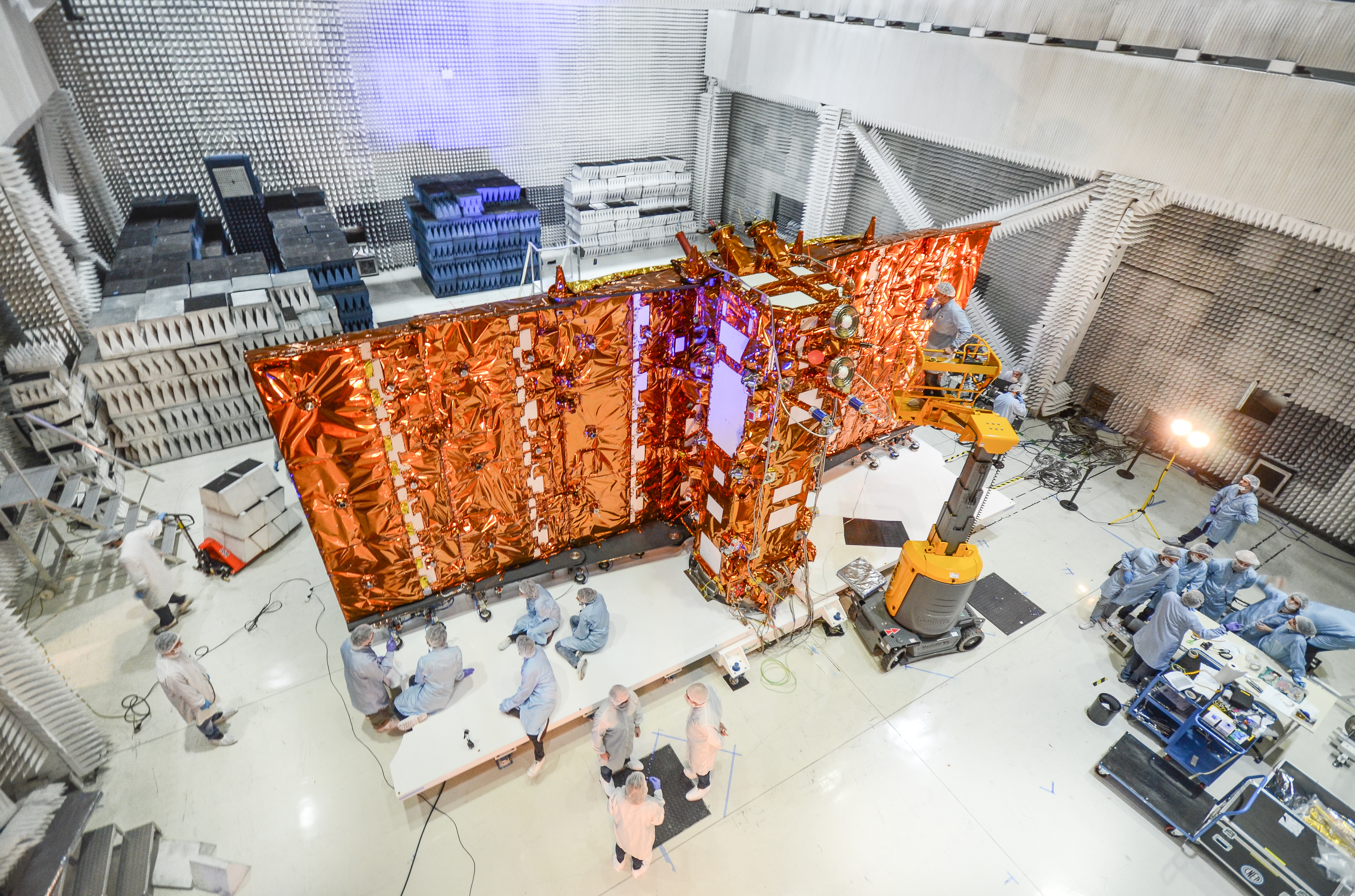
SAOCOM 1A داخل منشأة CEATSA

على الرغم من ميزانيتها المتواضعة والنكسات العديدة، فقد تمتع الأكاديميون والعلوم في الأرجنتين باحترام دولي منذ مطلع القرن العشرين، عندما ابتكر لويس أغوتي أول وسيلة آمنة وفعالة لنقل الدم بالإضافة إلى روني فافالورو، الذي كان رائدًا في تحسين جراحة فتح مجرى جانبي للشريان. لا يزال العلماء الأرجنتينيون في الطليعة في المجالات مثل تقانة النانو، والفيزياء، وعلم الحاسوب، والبيولوجيا الجزيئية، وعلم الأورام، وعلم البيئة، وأمراض القلب. يعتبر العالم الأرجنتيني الأمريكي خوان مالداسينا شخصية بارزة في نظرية الأوتار.
كما أصبحت أبحاث الفضاء نشطة بشكل متزايد في الأرجنتين. من الأقمار الصناعية الأرجنتينية LUSAT-1 (1990)، Víctor-1 (1996)، PEHUENSAT-1 (2007)، التي طوّرتها وكالة الفضاء الأرجنتينية(مفوضية أنشطة الفضاء الوطنية). تمتلك الأرجنتين برنامجها الخاص للأقمار الصناعية، وتصميمات محطات الطاقة النووية (الجيل الرابع)، وشركة الطاقة النووية العامة إنفاب، التي تزود العديد من البلدان بالمفاعلات النووية. أنشئت مفوضية أنشطة الفضاء الوطنية عام 1991، ومنذ ذلك الحين، أطلقت قمرين صناعيين بنجاح،  وفي يونيو 2009، أبرمت اتفاقية مع وكالة الفضاء الأوروبية لتركيب هوائي بقطر 35 متراً ومرافق أخرى لدعم المهمة في مرصد بيير أوجيه أهم مركز في العالم لرصد الأشعة الكونية.
حازت الأرجنتين المرتبة 73 في مؤشر الابتكار العالمي عام 2023، وتراجعت للمركز 76 في مؤشر عام 2024.

## التعليم

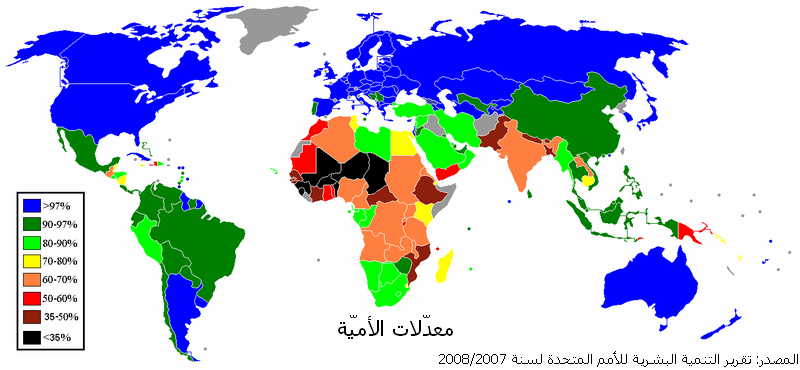
وقد وضعت الأرجنتين تاريخيا عالية في التصنيف العالمي لمحو الأمية، مع معدلات مماثلة لتلك التي في البلدان المتقدمة.

يتكون نظام التعليم الأرجنتيني من أربعة مستويات:
- على المستوى الأولي للأطفال ما بين 45 يوما إلى 5 سنوات من العمر، مع العام الماضي كونه إلزاميا.
- مستوى المدارس الابتدائية أو أقل إلزامية دائمة 6 أو 7 سنوات.[A] اعتبارا من عام 2010 على البلاد لديها معدل معرفة القراءة والكتابة من 98.07٪.[149]
- مستوى المدارس الثانوية أو العالية الإلزامية دائم 5 أو 6 سنوات.[A] اعتبارا من عام 2010 18.3٪ من الناس فوق سن 15 قد أكملت المرحلة الثانوية.[150]
- وهناك مستوى أعلى، وتنقسم في التعليم العالي والجامعة والمستويات الفرعية بعد التخرج. كما من عام 2013 هناك 47 جامعة حكومية وطنية في جميع أنحاء البلاد، فضلا عن 46 منها خاصة.[151] اعتبارا من عام 2010 بنسبة 6.3٪ من الناس فوق سن 20 قد تخرج من الجامعة. إن الجامعات الحكومية من بوينس آيرس، قرطبة، لا بلاتا، روزاريو، والجامعة التكنولوجية الوطنية هي بعض من الأكثر أهمية.
- ويتم تنظيم الدولة الأرجنتينية يضمن عالمية، علمانية وخالية من رسوم التعليم العام لجميع المستويات.[B] مسؤولية الإشراف التربوي في الدول الاتحادية والمقاطعات الفردية. في العقود الماضية نمت دور القطاع الخاص في جميع المستويات التعليمية.

## وسائل الإعلام والاتصالات
تم تطوير الطباعة صناعة الإعلام بشكل كبير في الأرجنتين، مع أكثر من مائتي الصحف. وتشمل تلك طنية كبرى في الوسط كلارين، أفضل بائع في أمريكا اللاتينية وثاني أكثر عممت في العالم الناطقة باللغة الإسبانية على نطاق واسع؛ لا ناسيون (يمين الوسط، التي نشرت منذ 1870)، Página/12 (اليسارية، التي تأسست في عام 1987)، وبوينس آيرس هيرالد (اللغة أمريكا اللاتينية المرموقة الإنجليزية اليومية، التي يعود تاريخها إلى 1876) ولوس أنجليس فوس ديل الداخلية (مركز، التي تأسست في 1904) 
بدأت الأرجنتين أول بث إذاعي منتظم في العالم في 27 آب عام 1920، عندما تم بثه بارسيفال ريتشارد فاغنر من قبل فريق من طلاب الطب برئاسة إنريكي Telémaco Susini في بوينس آيرس "تياترو كوليسيو. وبحلول عام 2002 كان هناك 260 AM و 1150 محطة إذاعية FM المسجلة في البلاد.
صناعة التلفزيون الأرجنتيني كبيرة ومتنوعة وشعبية في جميع أنحاء أمريكا اللاتينية، مع العديد من الانتاجات والأشكال التلفزيون بعد أن تم تصديرها خارج. منذ عام 1999 الأرجنتينيين التمتع بأعلى توافر الكابل والقنوات الفضائية في أمريكا اللاتينية، كما بلغت عام 2014 87.4٪ من الأسر في البلاد، وهي نسبة مماثلة لتلك التي في الولايات المتحدة وكندا وأوروبا.
اعتبارا من عام 2011 الأرجنتين لديها أيضا أعلى تغطية شبكات الاتصالات السلكية واللاسلكية بين القوى أمريكا اللاتينية: نحو 67٪ من سكانها لديه حق الوصول إلى الإنترنت و137.2٪، واشتراكات الهاتف المحمول.

## السياحة

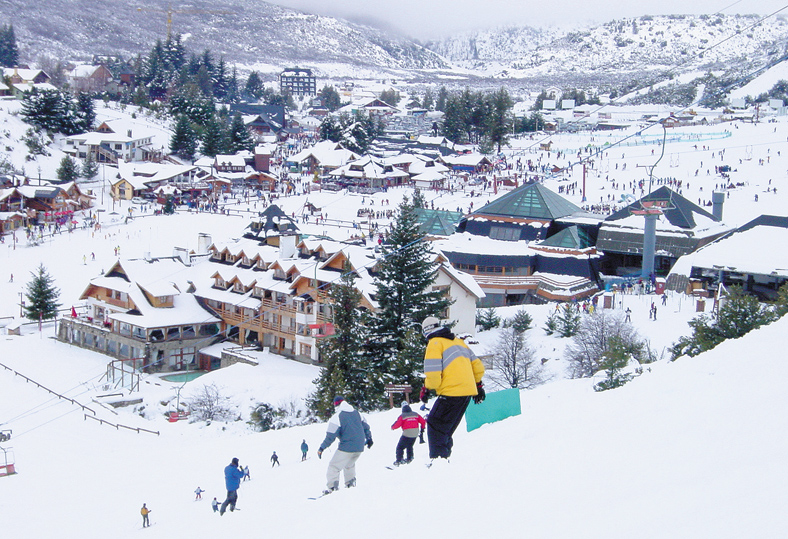
أكبر مركز للتزلج في أمريكا اللاتينية، باريلوتشي (الأرجنتين باتاغونيا)

وتتميز السياحة في الأرجنتين عن طريق عروضها الثقافية وأصولها الطبيعية وافرة ومتنوعة. كانت البلاد 5280000 زائر في عام 2010، لتحتل المرتبة من حيث عدد السياح الدوليين كوجهة الأعلى في أمريكا الجنوبية، والثانية في أمريكا اللاتينية بعد المكسيك. بلغت الإيرادات من السياح الدوليين 4.93 مليار دولار أمريكي في عام 2010، ارتفاعا من 3.96 مليار دولار أمريكي في عام 2009. عاصمة البلاد، بوينس آيرس، هي المدينة الأكثر زيارة في أمريكا الجنوبية.
الوجهات السياحية:-
- بوينس آيرس، عاصمة الأمة.
- إيغواسو الحديقة الوطنية، والشلالات والغابات.
- باريلوشي، أكبر مركز للتزلج في أمريكا اللاتينية، ولا أنجوستورا.
- بارك لو الرسس الوطنية في وسط باتاغونيا.
- لوس Glaciares الحديقة الوطنية والأنهار الجليدية الأبدية.
- الإنكا والمواقع الاستعمارية في هوماهواكا، وCalchaquí أودية، Iruya، تيلكارا، وغيرها من مدن الشمال.

## ببليوغرافيا
الوثائق القانونية
- National Constituent Convention (22 أغسطس 1994)، Constitution of the Argentine Nation، Santa Fe، مؤرشف من الأصل في 2013-07-30{{استشهاد}}:  صيانة الاستشهاد: مكان بدون ناشر (link)

مقالات
- Bolt، Jutta؛ Van Zanden، Jan Luiten (2013)، "The First Update of the Maddison Project; Re-estimating Growth Before 1820"، Maddison Project Working Paper 4، The Maddison Project، مؤرشف من الأصل (XLS) في 2018-01-05
- Colantoni, Laura; Gurlekian, Jorge (2004), Convergence and intonation. Historical evidence from Buenos Aires Spanish, Bilingualism: Language and Cognition (بالإسبانية)
- Cruz, Jr.، Arturo (6 أغسطس 1990)، Glory Past but Not Forgotten، Insight
- DellaPergola، Sergio (2 نوفمبر 2012)، Dashefsky، Arnold؛ Sheskin، Ira (المحررون)، "World Jewish Population, 2012" (PDF)، Current Jewish Population Reports، Storrs, CT: North American Jewish Data Bank، مؤرشف من الأصل (PDF) في 2020-03-05
- Long، Marshall (أبريل 2009)، "What is So Special About Shoebox Halls? Envelopment, Envelopment, Envelopment" (PDF)، Acoustics Today، مؤرشف من الأصل (PDF) في 2019-10-26
- Mallimaci, Fortunato; Esquivel, Juan Cruz; Irrazábal, Gabriela (26 Aug 2008). "Primera Encuesta Sobre Creencias y Actitudes Religiosas En Argentina" (PDF) (بالإسبانية). Buenos Aires: CONICET – Consejo Nacional de Investigaciones Científicas y Técnicas. Archived from the original (PDF) on 2020-02-04. {{استشهاد بدورية محكمة}}: الاستشهاد بدورية محكمة يطلب |دورية محكمة= (help)
- Moore، Don (يناير 1995)، "Argentina: Radio with a Past"، Monitoring Times
- Solomon، Hussein (1997)، South African Foreign Policy, Middle Power Leadership and Preventive Diplomacy (PDF)، Centre for International Political Studies، مؤرشف من الأصل (PDF) في 2016-08-04
- Paul، Lewis M.؛ Simons، Gary F.؛ Fennig، Charles D.، المحررون (2013)، Ethnologue: Languages of the world – Argentina (ط. 17)، Dallas, TX: Summer Institute of Linguistics International، مؤرشف من الأصل في 2020-02-13

الكتب
- Abad de Santillán, Diego (1971). Historia Argentina (بالإسبانية). Buenos Aires: Tipográfica Editora Argentina.
- Aeberhard، Danny؛ Benson، Andrew؛ Phillips، Lucy (2000). The rough guide to Argentina. London: Rough Guides. ISBN:1-85828-569-0. مؤرشف من الأصل في 2022-06-02.
- Adler، Emanuel؛ Greve، Patricia (2009). "Overlapping Regional Mechanisms of Security Governance". في Fawn، Rick (المحرر). Globalising the Regional, Regionalising the Global. Review of International Studies. Cambridge, Eng.: Cambridge University Press. ج. 35. ISBN:978-0-521-75988-5.
- Barnes، John (1978). Evita, First Lady: A Biography of Eva Perón. New York: Grove Press.
- Bloom، Harold (1994). The Western Canon: The Books and School of the Ages. Harcourt Brace & Company. ISBN:978-1573225144. مؤرشف من الأصل في 2022-04-17.
- Boughton، James M. (2012). Tearing Down Walls. The International Monetary Fund 1990–1999. Washington, D.C.: International Monetary Fund.
- Cabrera, Ángel Lulio (1976). Regiones fitogeográficas argentinas. Enciclopedia Argentina de Agricultura y Jardinería (بالإسبانية). Buenos Aires: Editorial Acme. Vol. 2.
- Calvo, Carlos (1864). Anales históricos de la revolucion de la América latina, acompañados de los documentos en su apoyo. Desde el año 1808 hasta el reconocimiento de la independencia de ese extenso continente (بالإسبانية). Paris: A. Durand. Vol. 2.
- Crooker، Richard A. (2009). Argentina. Infobase Publishing. ISBN:978-1438104812.
- Crow، John A. (1992). The Epic of Latin America (ط. 4th). Berkeley, Calif.: University of California Press. ISBN:978-0-520-07723-2. مؤرشف من الأصل في 2022-05-20.
- Díaz Alejandro، Carlos F. (1970). Essays on the Economic History of the Argentine Republic. New Haven: Yale University Press. ISBN:978-0300011937. مؤرشف من الأصل في 2022-03-19.
- Edwards، Todd L. (2008). Argentina: A Global Studies Handbook. ABC-CLIO. ISBN:978-1851099863. مؤرشف من الأصل في 2022-05-22.
- Epstein، Edward؛ Pion-Berlin، David (2006). "The Crisis of 2001 and Argentine Democracy". في Epstein، Edward؛ Pion-Berlin، David (المحررون). Broken Promises?: The Argentine Crisis and Argentine Democracy. Lexington Books. ISBN:978-0739109281.
- Fearns، Les؛ Fearns، Daisy (2005). Argentina. London: Evans Brothers. ISBN:978-0237527594. مؤرشف من الأصل في 2022-03-19.
- Ferro, Carlos A. (1991). Historia de la Bandera Argentina (بالإسبانية). Buenos Aires: Ediciones Depalma.
- Foster، David W.؛ Lockhart، Melissa F.؛ Lockhart، Darrell B. (1998). Culture and Customs of Argentina. Greenwood Publishing Group. ISBN:978-0313303197. مؤرشف من الأصل في 2022-06-01.
- Galasso, Norberto (2011). Historia de la Argentina, vol. I&II (بالإسبانية). Buenos Aires: Colihue. ISBN:978-9505634781.
- Huntington، Samuel P. (2000). "Culture, Power, and Democracy". في Plattner، Marc؛ Smolar، Aleksander (المحررون). Globalization, Power, and Democracy. Baltimore, Md.: The Johns Hopkins University Press. ISBN:978-0-8018-6568-8. مؤرشف من الأصل في 2022-05-10.
- King، John (2000). Magical Reels: A History of Cinema in Latin America, New Edition. Verso. ISBN:978-1859842331.
- Lake، David (2009). "Regional Hierarchies: Authority and Local International Order". في Fawn، Rick (المحرر). Globalising the Regional, Regionalising the Global. Review of International Studies. Cambridge, Eng.: Cambridge University Press. ج. 35. ISBN:978-0-521-75988-5.
- Levene, Ricardo (1948). Volume 4 (Desde la Revolución de Mayo a la Asamblea de 1813–15). Historia del Derecho Argentino (بالإسبانية). Buenos Aires: Editorial G. Kraf. Vol. 4.
- Lewis، Daniel K. (2003). The History of Argentina. Palgrave Macmillan. ISBN:978-1403962546. مؤرشف من الأصل في 2022-10-03.
- Lewis، Paul (1990). The Crisis of Argentine Capitalism. University of North Carolina Press. ISBN:978-0807843567.
- Malamud، Andrés (2011). "A Leader Without Followers? The Growing Divergence Between the Regional and Global Performance of Brazilian Foreign Policy". Latin American Politics and Society. Lisbon: Institute of Social Sciences of the University of Lisbon. ج. 53. {{استشهاد بكتاب}}: الوسيط |title= غير موجود أو فارغ (مساعدة)
- Maldifassi، José O.؛ Abetti، Pier A. (1994). Defense industries in Latin American countries: Argentina, Brazil, and Chile. Praeger. ISBN:978-0275947293.
- Margheritis، Ana (2010). Argentina's foreign policy: domestic politics and democracy promotion in the Americas. Boulder, CO: FirstForumPress. ISBN:978-1935049197.
- McCloskey، Erin؛ Burford، Tim (2006). Argentina. Bradt Travel Guides. ISBN:978-1841621388. مؤرشف من الأصل في 2022-03-19.
- McColl، Robert W. (2005). Robbers، Gerhard (المحرر). Argentina – Encyclopedia of World Geography. Golson Books. ج. 1. ISBN:978-0816072293.
- McKinney، Kevin (1993). Everyday geography. New York: GuildAmerica Books. ISBN:978-1568650326. مؤرشف من الأصل في 2022-03-21.
- Menutti, Adela; Menutti, María Mercedes (1980). Geografía Argentina y Universal (بالإسبانية). Buenos Aires: Edil.
- Miller، Marilyn Grace (2004). Rise and Fall of the Cosmic Race: The Cult of Mestizaje in Latin America. University of Texas Press. ISBN:978-0292705968.
- Moore، David Moresby (1983). Flora of Tierra del Fuego. A. Nelson. ISBN:978-0904614053.
- Morris، Michael (1988). Mangone، Gerard (المحرر). The Strait of Magellan. International Straits of the World. Dordrecht, The Netherlands: Martinus Nijhoff Publishes. ج. 11. ISBN:0-7923-0181-1.
- Mosk، Sanford A. (1990). "Latin America and the World Economy, 1850–1914". في Hanke، Lewis؛ Rausch، Jane M. (المحررون). People and Issues in Latin American History, Vol. II: From Independence to the Present. New York: Markus Wiener Publishing. ISBN:978-1558760189. مؤرشف من الأصل في 2022-05-10.
- Nierop، Tom (2001). "The Clash of Civilisations". في Dijkink، Gertjan؛ Knippenberg، Hans (المحررون). The Territorial Factor. Amsterdam: Vossiuspers UvA – Amsterdam University Press.
- Papadopoulos، Anestis (2010). The International Dimension of EU Competition Law and Policy. New York: Cambridge University Press.
- Rey Balmaceda, Raúl (1995). Mi país, la Argentina (بالإسبانية). Buenos Aires: Arte Gráfico Editorial Argentino. ISBN:84-599-3442-X.
- Rivas, José Andrés (1989). Santiago en sus letras: antología críticotemática de las letras santiagueñas (بالإسبانية). Universidad Nacional de Santiago del Estero.
- Robben، Antonius C. G. M. (2011). Political Violence and Trauma in Argentina. University of Pennsylvania Press. ISBN:978-0812203318.
- Roca، Roberto Luis (1996). Wings from Afar: An Ecoregional Approach to Conservation of Neotropical Migratory Birds in South America. Nature Conservancy, Latin America and Caribbean Division. ISBN:978-1886765030.
- Rock، David (1987). Argentina, 1516-1987: From Spanish Colonization to the Falklands War. University of California Press. ISBN:978-0520061781.
- Rosenblat, Ángel (1964). El nombre de la Argentina (بالإسبانية). Buenos Aires: EUDEBA – Editorial Universitaria de Buenos Aires.
- Ruiz-Dana، Alejandra؛ Goldschag، Peter؛ Claro، Edmundo؛ Blanco، Hernán (2009). "Regional Integration, Trade and Conflicts in Latin America". في Khan، Shaheen Rafi (المحرر). Regional Trade Integration and Conflict Resolution. New York: Routledge. ISBN:978-0-415-47673-7.
- Sánchez Viamonte, Carlos (1948). Historia Institucional Argentina (بالإسبانية) (2nd ed.). Mexico: Fondo de Cultura Económica.
- Tortorelli, Lucas A. (1956). Maderas y bosques argentinos (بالإسبانية). Editorial Acme.
- Traba, Juan (1985). Origen de la palabra "¿¡Argentina!?" (بالإسبانية). Rosario: Escuela de Artes Gráficas del Colegio San José.
- Vanossi, Jorge R. (1964). Situación actual del federalismo: aspectos institucionales y económicos, en particular sobre la realidad argentina. Cuadernos de ciencia política de la Asociación Argentina de Ciencia Política (بالإسبانية). Buenos Aires: Ediciones Depalma. Vol. 2.
- Wood، Bernard (1988). The middle powers and the general nterest. North-South Institute. ISBN:978-0920494813. مؤرشف من الأصل في 2022-05-14.

## وصلات خارجية
الحكومة
- الموقع الرسمي

نظرة عامة
- Argentina  على كتاب حقائق العالم
- الأرجنتين على مشروع الدليل المفتوح
- معلومات جغرافية متعلقة بالأرجنتين على خريطة الشارع المفتوح
- أطلس ويكيميديا حول Argentina